# Gröndalsvägen

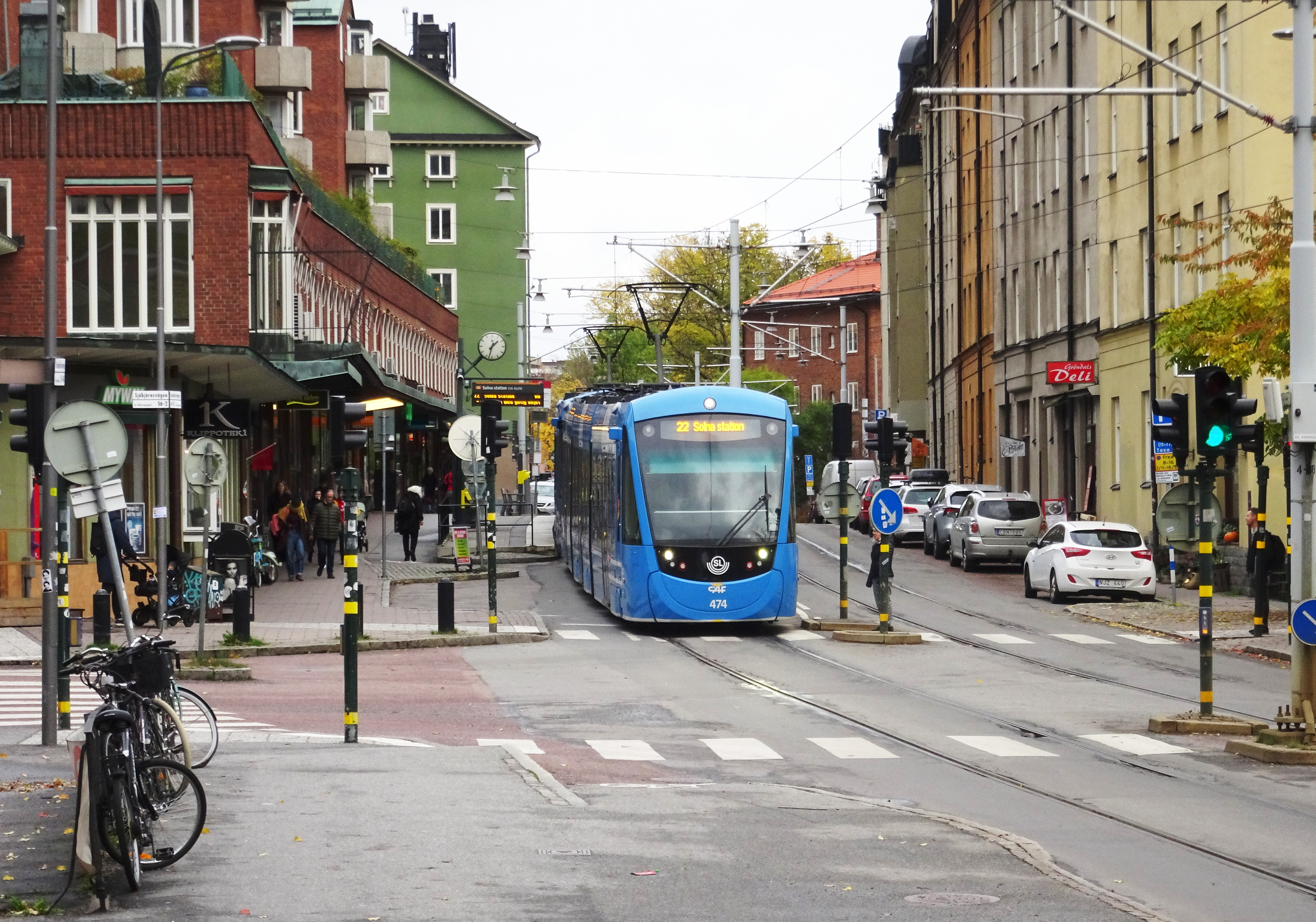
Gröndalsvägen med Tvärbanan vid hållplats Gröndal, vy österut i höjd med Sjöbjörnsvägen, oktober 2020.

Gröndalsvägen ligger i stadsdelen Gröndal i södra Stockholm. Vägen är stadsdelens huvudgata och sträcker sig från Lövholmsvägen i öster till och inom bostadsområdet Ekensberg i väster. Längs vägen finns många kulturhistoriskt värdefulla byggnader och områden.

## Historik

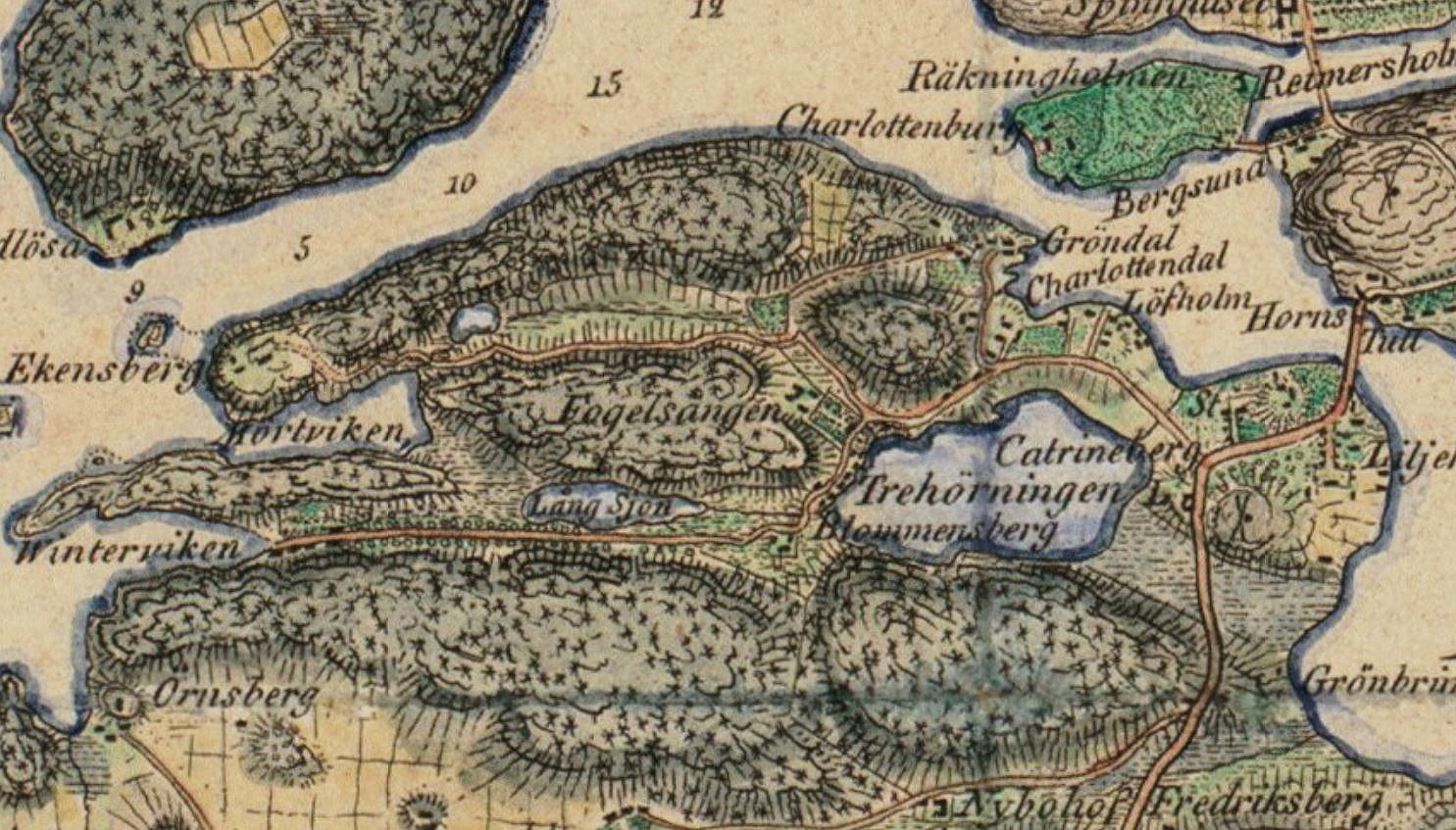
Mörtvikens och Vintervikens dalgångar på W.M. Carpelans karta från 1817.

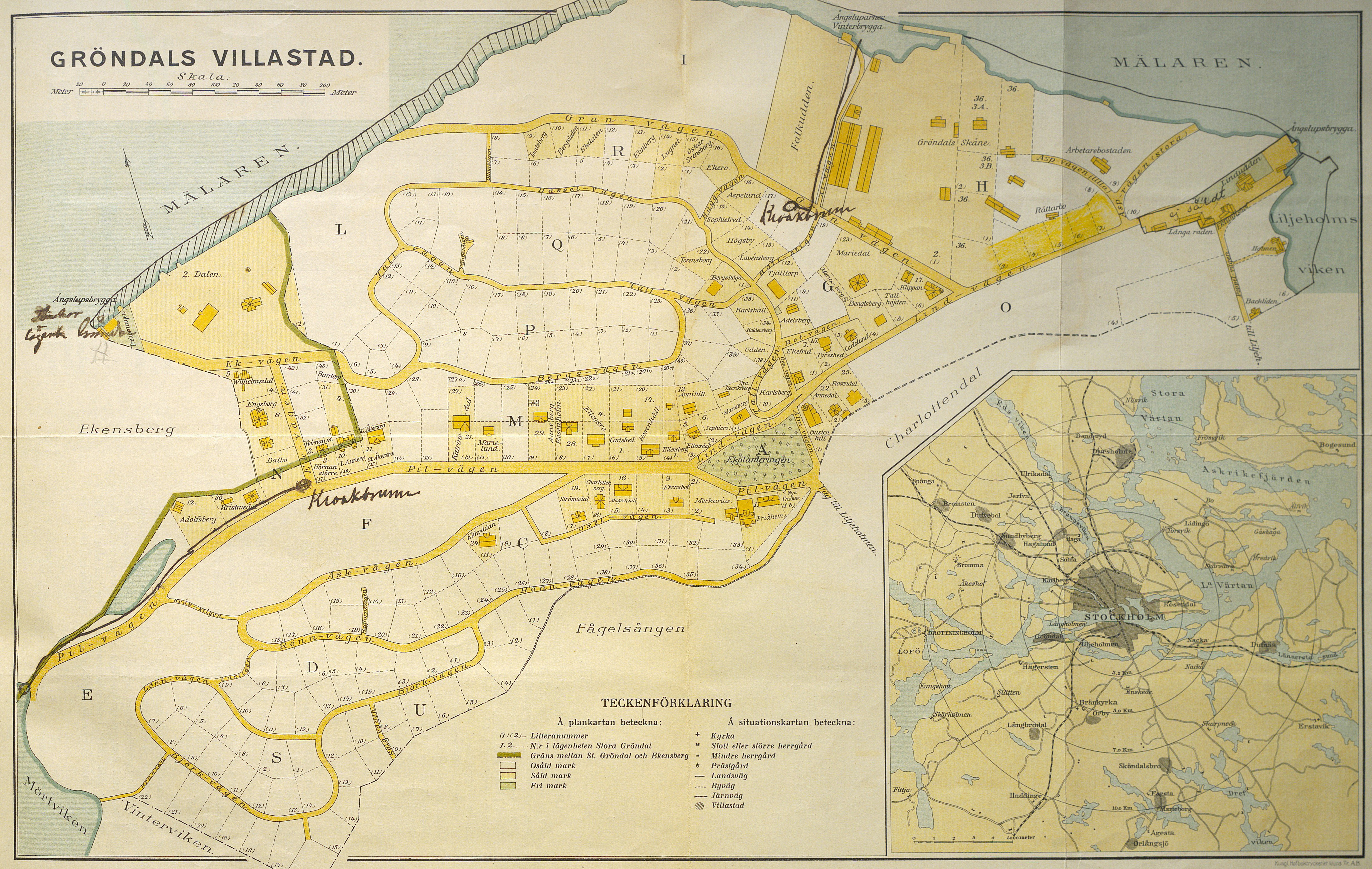
Lindvägen och Pilvägen, på en karta över Gröndals Villastad 1904.

En tidig föregångare till dagens Gröndalsvägen var en landsväg som sträckte sig i ost-västlig riktning i Mörtvikens dalgång från Gröndalshamnen och gården Stora Gröndal förbi den numera försvunna Ormsjön till Ekensbergs värdshus. Kring sekelskiftet 1900 blev vägen en del av Gröndals Villastad. Den fick två namn: Lindvägen som i öster gick fram till Stora Gröndal och Gröndalshamnens ångbåtsbrygga och Pilvägen som i väster ledde till Ekensbergs varv. Vägarna anlades av det 1898 nybildade Gröndals Tomt- och Byggnadsaktiebolaget vars affärsidé var att skapa ett mönstersamhälle med ordnad stadsplan för "såväl affärsmannen, fabrikanten och hantverkaren som för den skötsamme arbetaren". 
I början av 1900-talet växte i snabb takt en villabebyggelse fram längs med Gröndals huvudvägar, så även vid  Pilvägen och Lindvägen. Det rörde sig om så kallade hyresvillor byggda i trä av arbetare och hantverkare. Husen innehöll flera mindre lägenheter där en bostad innehades av byggherren/ägaren och resten hyrdes ut. Den ”ordnade stadsplanen” fanns dock bara på pappret, verkligheten var en annan och i ett reportage i Dagens Nyheter sommaren 1905 kunde man läsa att Gröndal saknar både ordentliga vägar samt vatten- och avloppsledningar. 
Vid Gröndalsvägens mellersta avsnitt, i dagens kvarter Ratten, byggdes mellan 1911 och 1913 även några stenhus av innerstadskaraktär. Villabebyggelse övervägde dock ända in på 1940-talet. Vid Gröndalsvägen fanns som mest ett 40-tal villor, alla med egna namn som ”Marielund”, ”Rosenholm”, ”Ellensro”, ”Rosenhäll”, ”Ellensdal”, ”Ekefrid” och ”Annedal”. De flesta har med tiden försvunnit, men ”Ekefrid” (nuvarande Gröndalsvägen 58) och ”Ellensro” (nuvarande Gröndalsvägen 86) finns kvar. Båda är grönmärkta av Stadsmuseet i Stockholm, vilket innebär ”att bebyggelsen har ett högt kulturhistoriskt värde och är särskilt värdefull från historisk, kulturhistorisk, miljömässig eller konstnärlig synpunkt”. Av historisk bebyggelse vid Gröndalsvägen existerar idag även det gamla torpstället Charlottendal, med anor från 1780-talet, samt Ekensbergs värdshus, även det från 1700-talet. Båda är k-märkta i gällande stadsplan.

### Historiska bilder

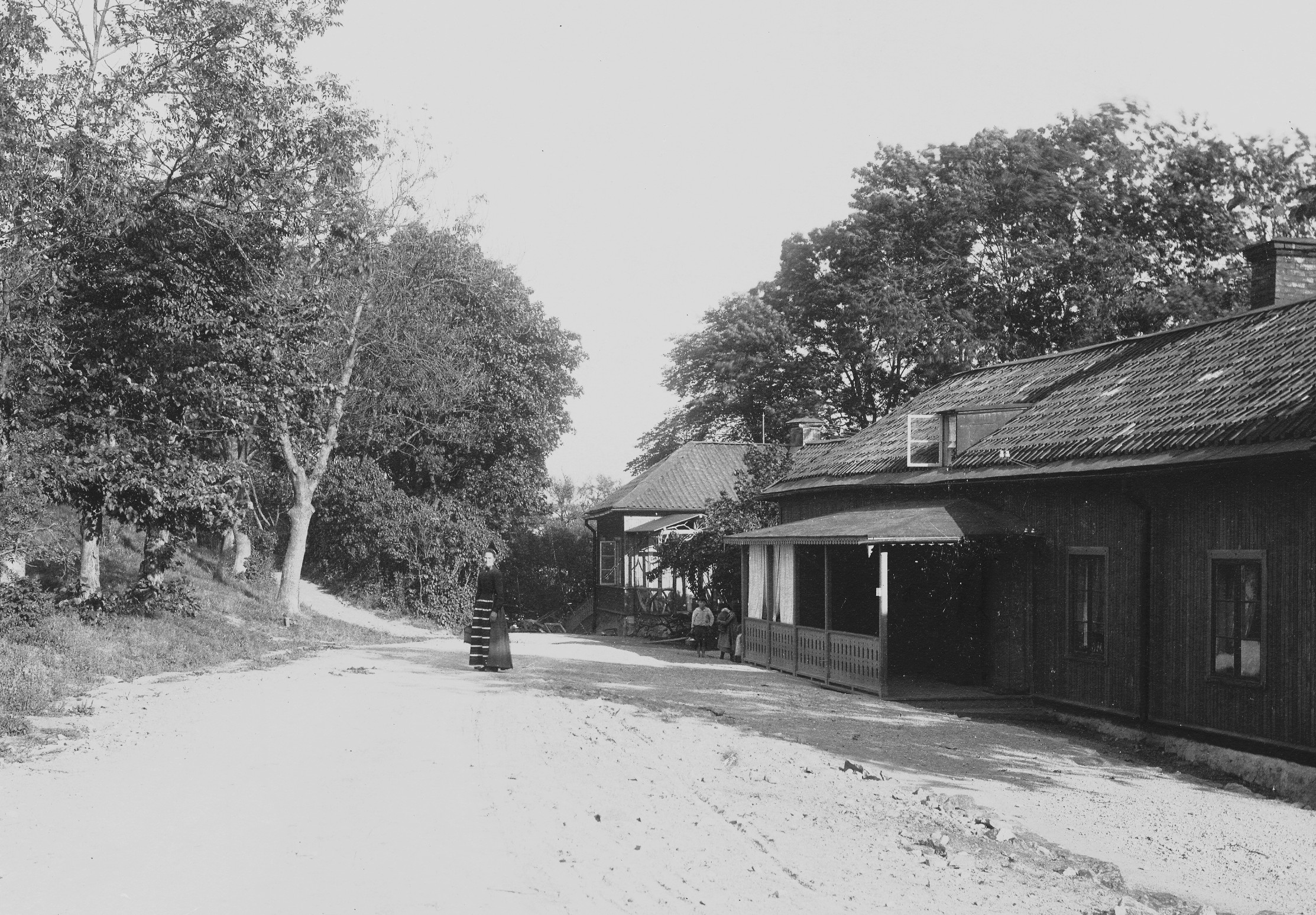
Gröndalsgården före 1900.
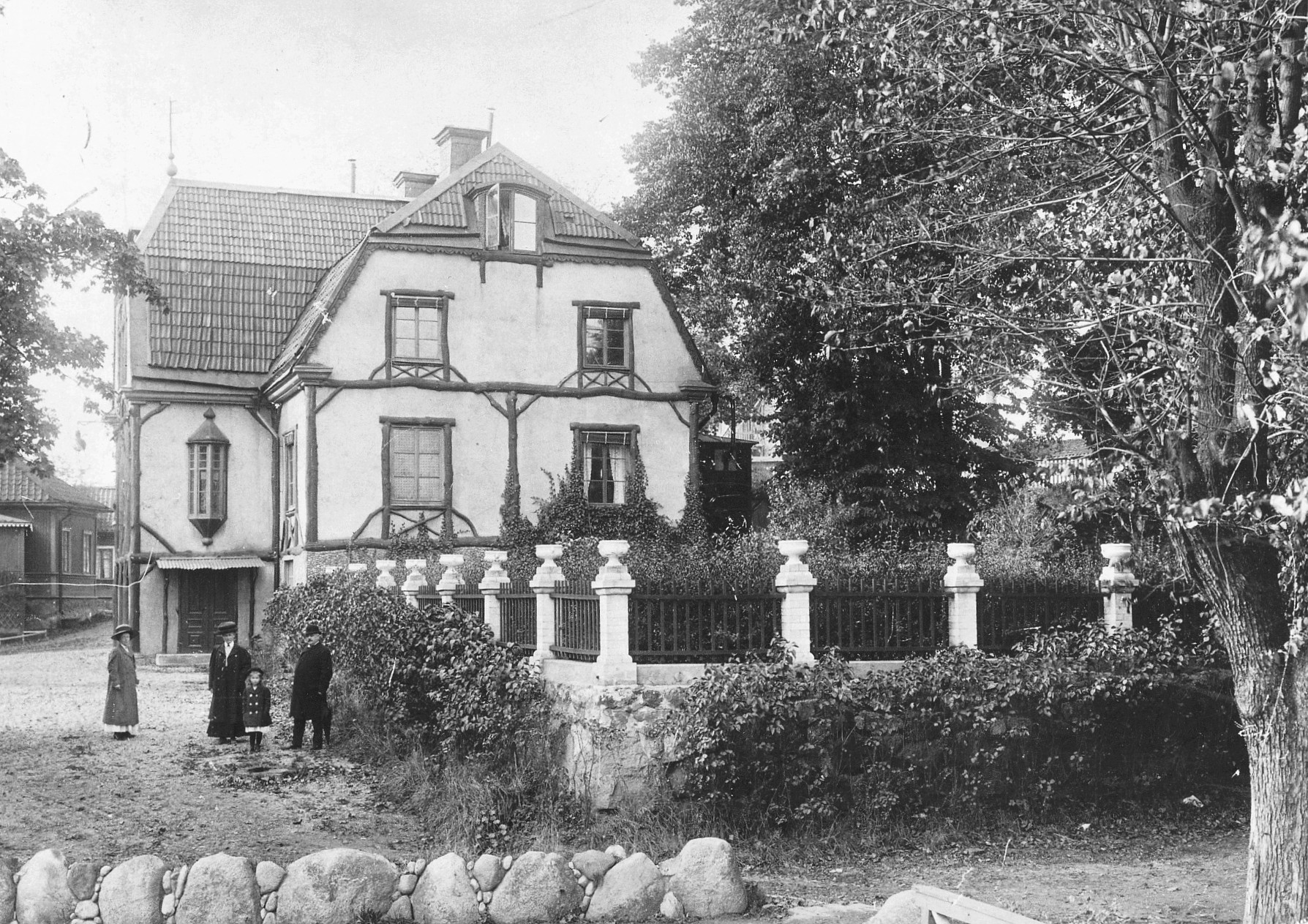
Villa Lindudden, 1902.
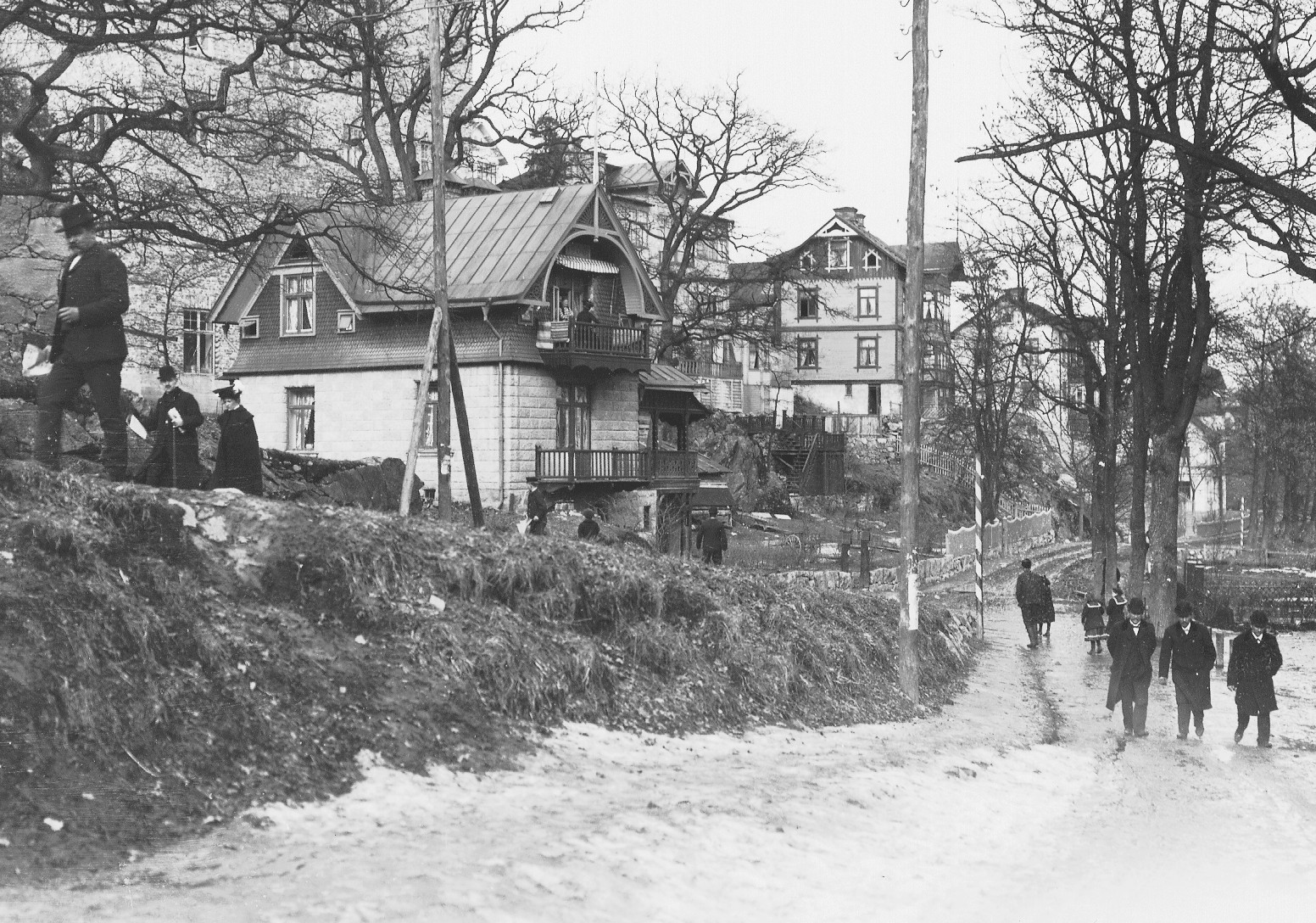
Villa Ekefrid och Gröndalsvägen 1908.
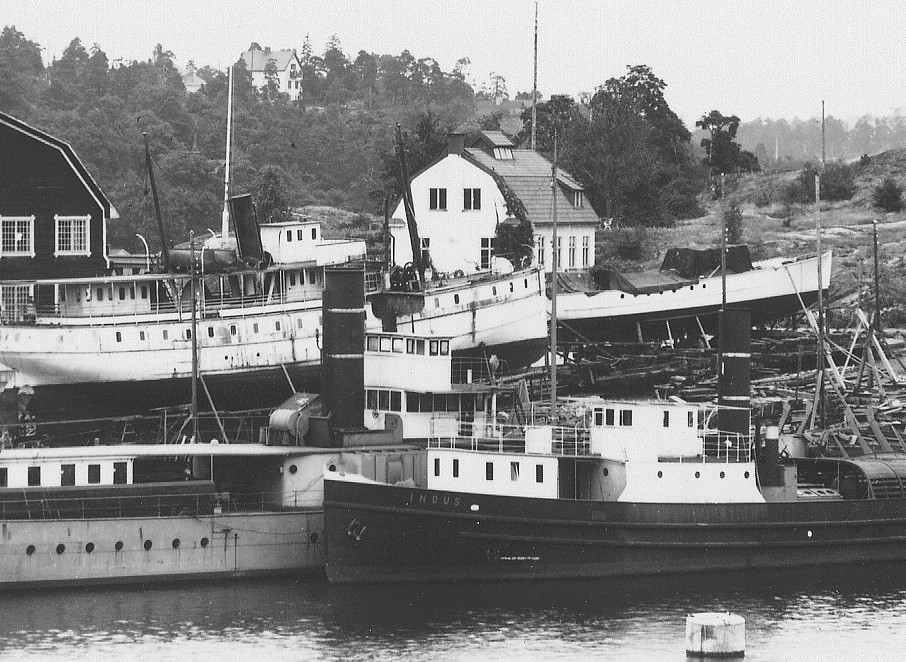
Ekensbergs varv och värdshus 1931.
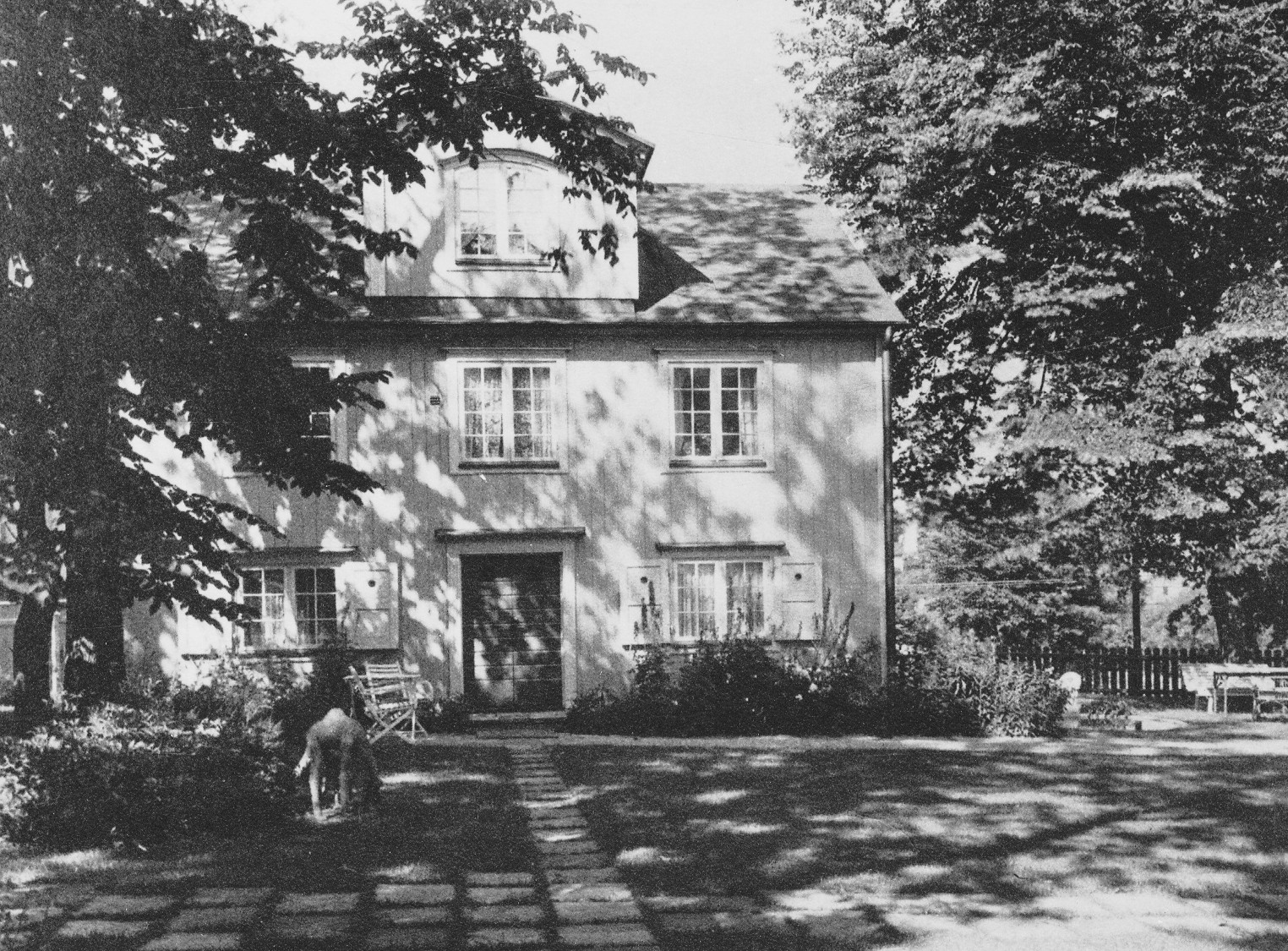
Charlottendal, 1949.

### Dagens Gröndalsvägen

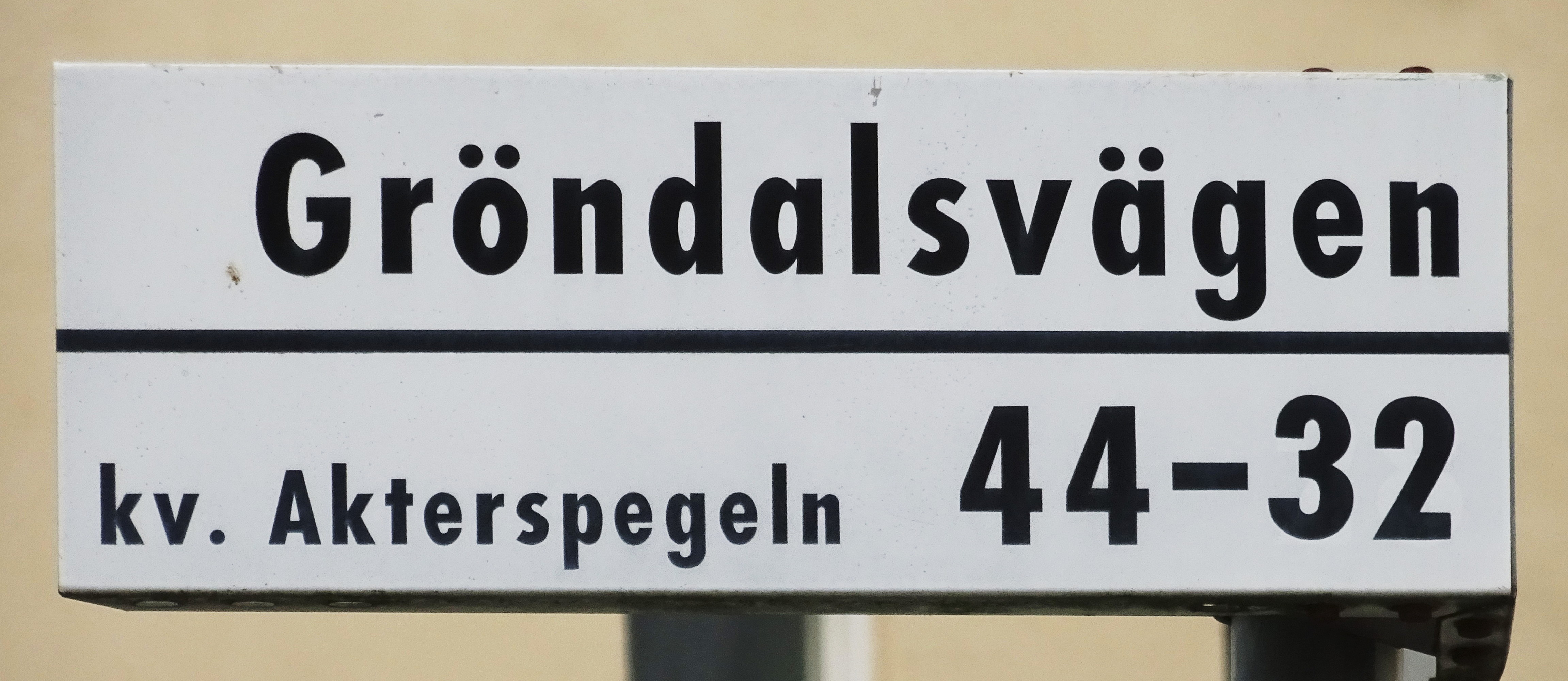
Gröndalsvägen.

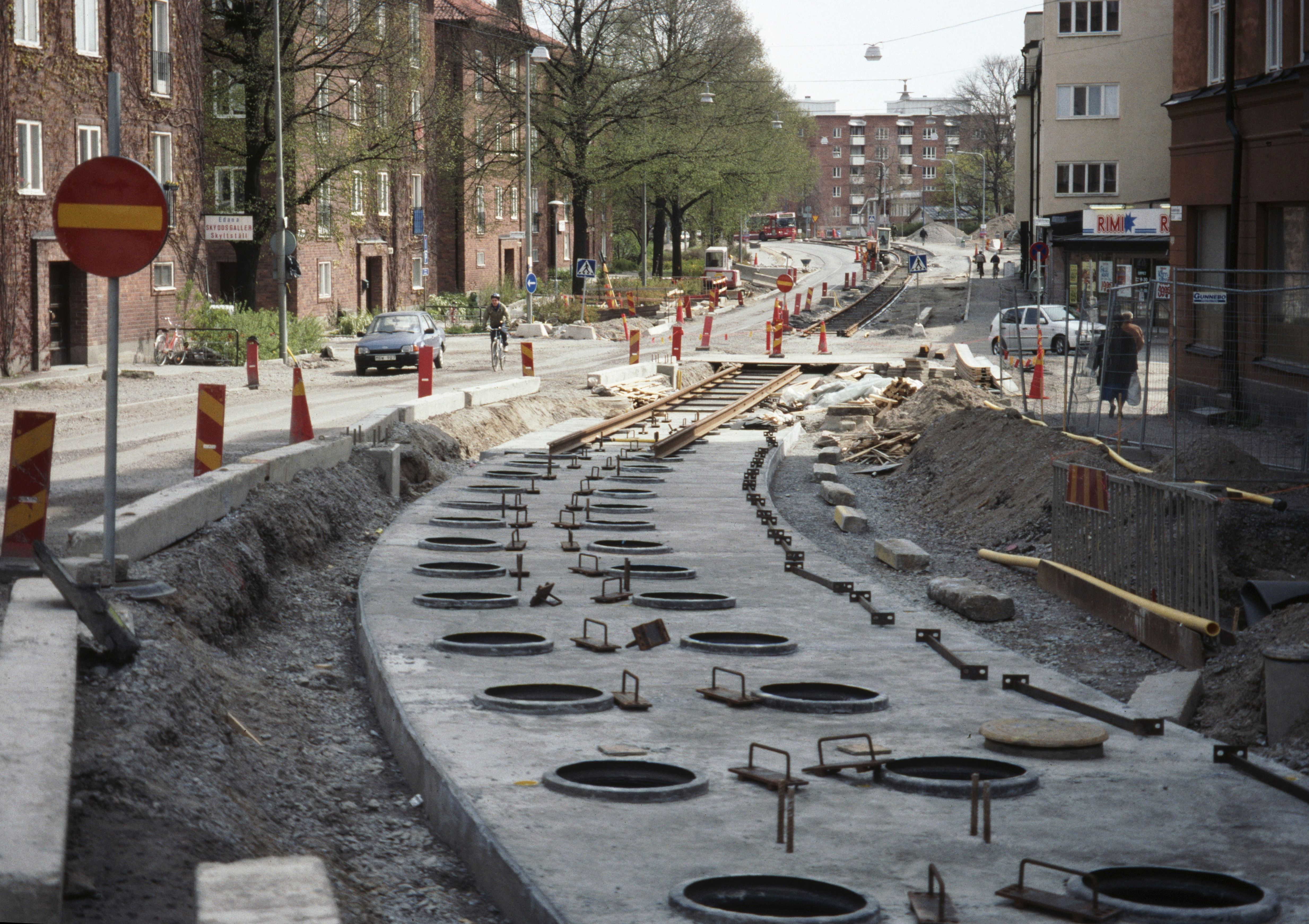
Tvärbanan byggs på Gröndalsvägen, vy mot sydost från Lustigkullavägen. 1999.

År 1920 fick Gröndalsvägen sitt nuvarande namn när den första officiella stadsplanen upprättades av Stockholms stadsbyggnadskontor. I den angavs "sluten kvartersbebyggelse" längs Gröndalsvägen, vilken vid namngivningen beskrevs som "huvudtrafikleden genom Gröndal". På 1930-talet uppfördes en sorts centrumbebyggelse med bostäder och affärer i kvarteret Charlottendal vid Gröndalsvägen 13-19. Arkitekt var Peder Clason som gav byggnaden en stram funktionalistisk stil, och byggherre var Kooperativa Byggnadsföreningen Husbygge. Vid Gröndalsvägen 14-22 (kvarteren Babord och Fören) byggde Stockholms stads fastighetskontor på 1940-talet fem punkthus i rött tegel, arkitekt Ernst Hawerman.
Idag präglas Gröndalsvägens mellersta del av de stjärnhus och terrasshus, ritade av arkitektfirman Backström & Reinius, som under 1940- och 1950-talen uppfördes av byggmästare Olle Engkvist (se Stjärnhusen, Gröndal och Terrasshuset, Gröndal). Området med Gröndals terrass- och punkthus är av riksintresse för kulturmiljövården och en bra representant för den svenska folkhemsarkitekturen. Terrasshusen längs Gröndalsvägen 50-56, med butiker i bottenvåningen och biografen Galjonen (i drift 1952–1962) på hörnet, samt Lundbergs konditori (sedan 1946 på samma plats) mittemot, blev Gröndals nya centrum. Husen är blåmärkta av Stadsmuseet, vilket innebär att de bedöms ha "synnerligen höga kulturhistoriska värden". Teamet Olle Engkvist och Backström & Reinius skapade även Gröndals kyrka, uppförd 1969 vid Gröndalsvägen 61. 
Efter att Ekensbergs varv lades ner 1971 förlängdes Gröndalsvägen dit till det nya bostadsområdet Ekensberg som tillkom på 1980-talet efter Lars Brydes arkitektkontors ritningar och med AB Stockholmshem som byggherre. Inom Ekensbergsområdet existerar fortfarande arbetarbostaden Gula Villan från omkring 1880, kallad "Ekensbergsfemman" (Gröndalsvägen 152), och före detta Ekensbergs värdshus (Gröndalsvägen 184).
I anslutning till Gula Villan lät Stockholmshem bygga Pensionärshemmet Eken som stod färdigt 1957. Anläggningen ritades av Nils Sterner, chefsarkitekt vid Stockholms stads fastighetskontor, och består av ett höghus med ursprungligen 146 enrumslägenheter och fem små längor anordnade i en båge i ett och ett halvt plan med 39 enrumslägenheter.

### Nutida bilder

Historisk bebyggelse
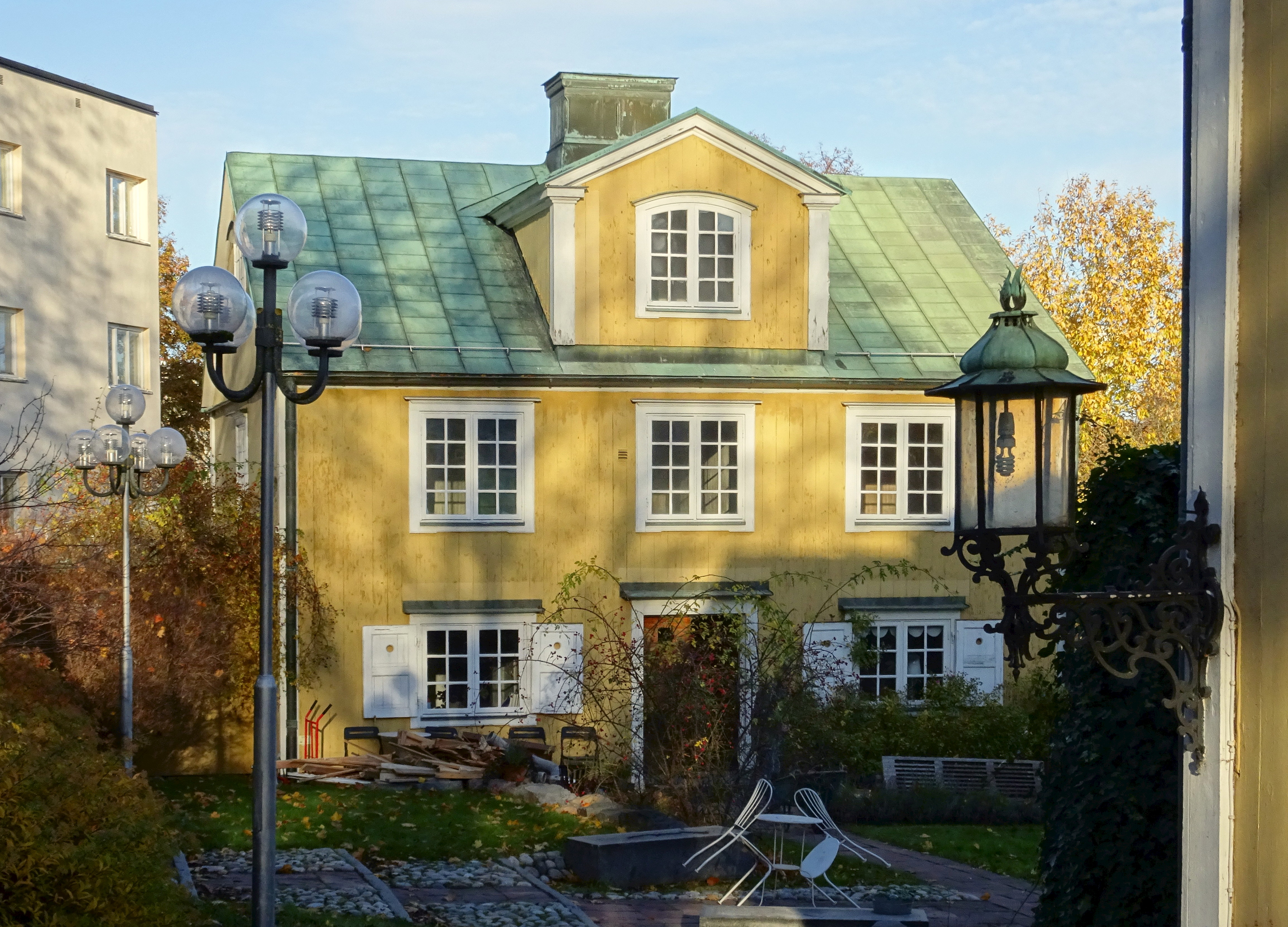
"Charlottendal" (östra flygeln) Gröndalsvägen 11.
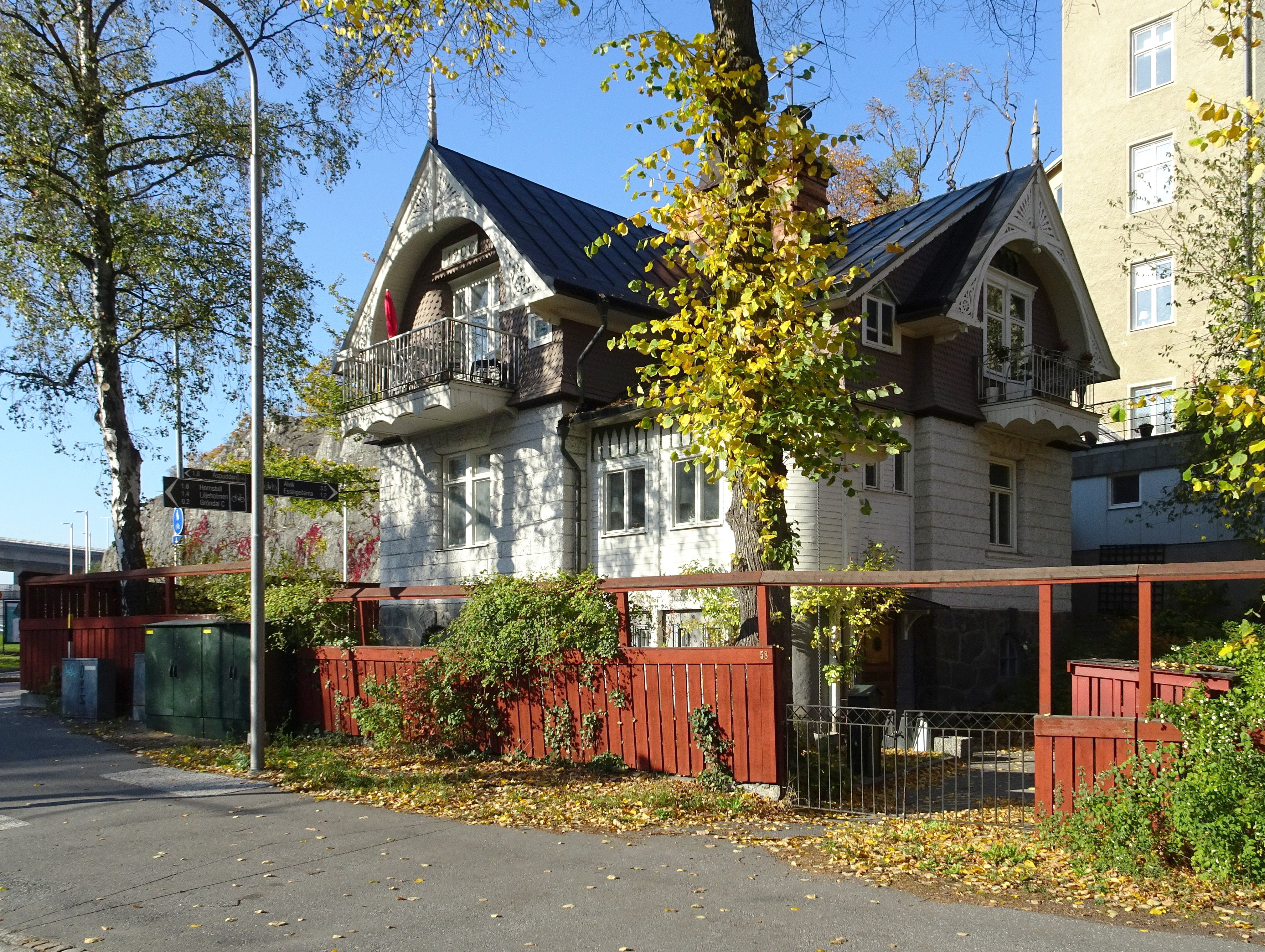
"Villa Ekefrid" Gröndalsvägen 58.
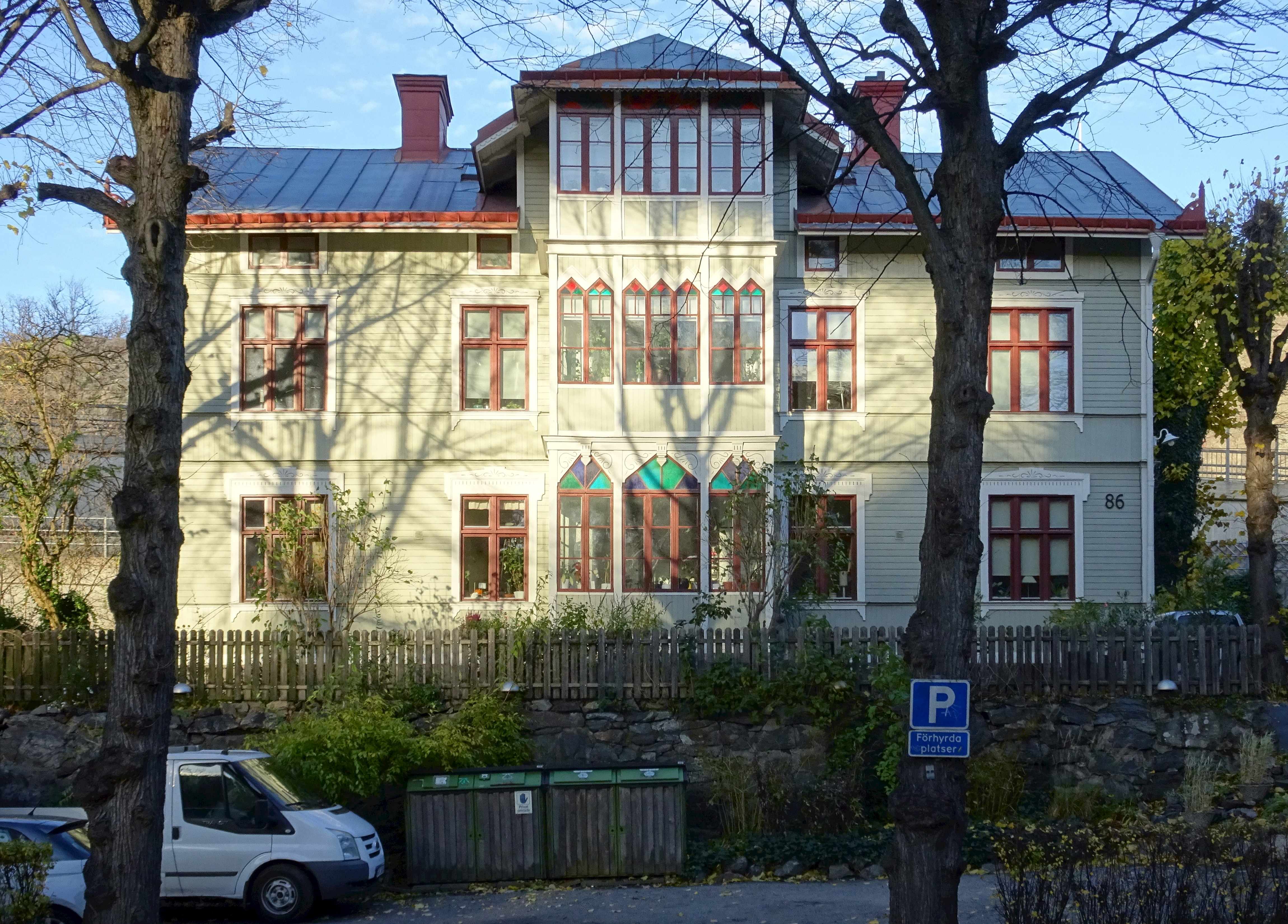
"Villa Ellensro" Gröndalsvägen 86.
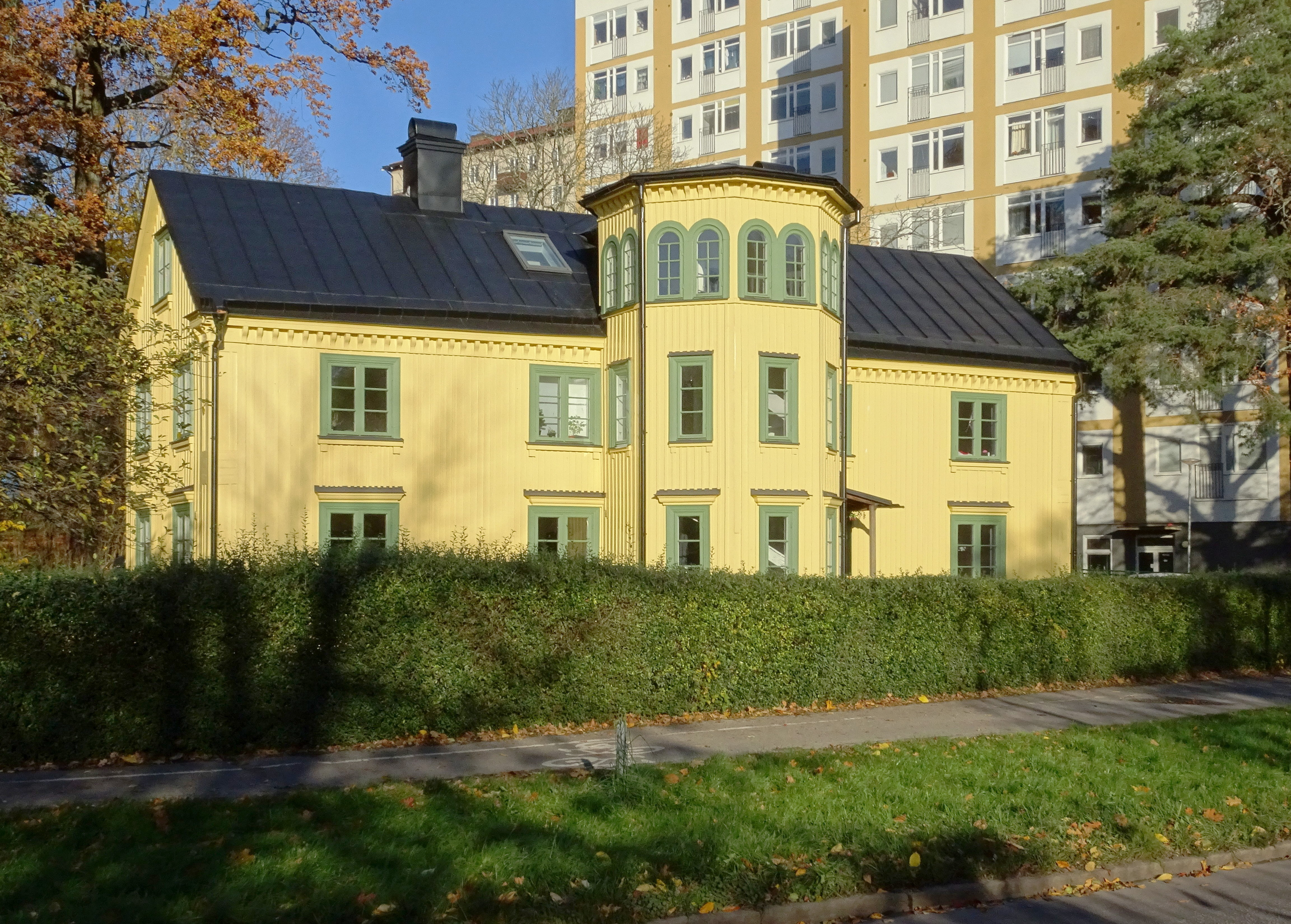
"Gula villan" Gröndalsvägen 152.
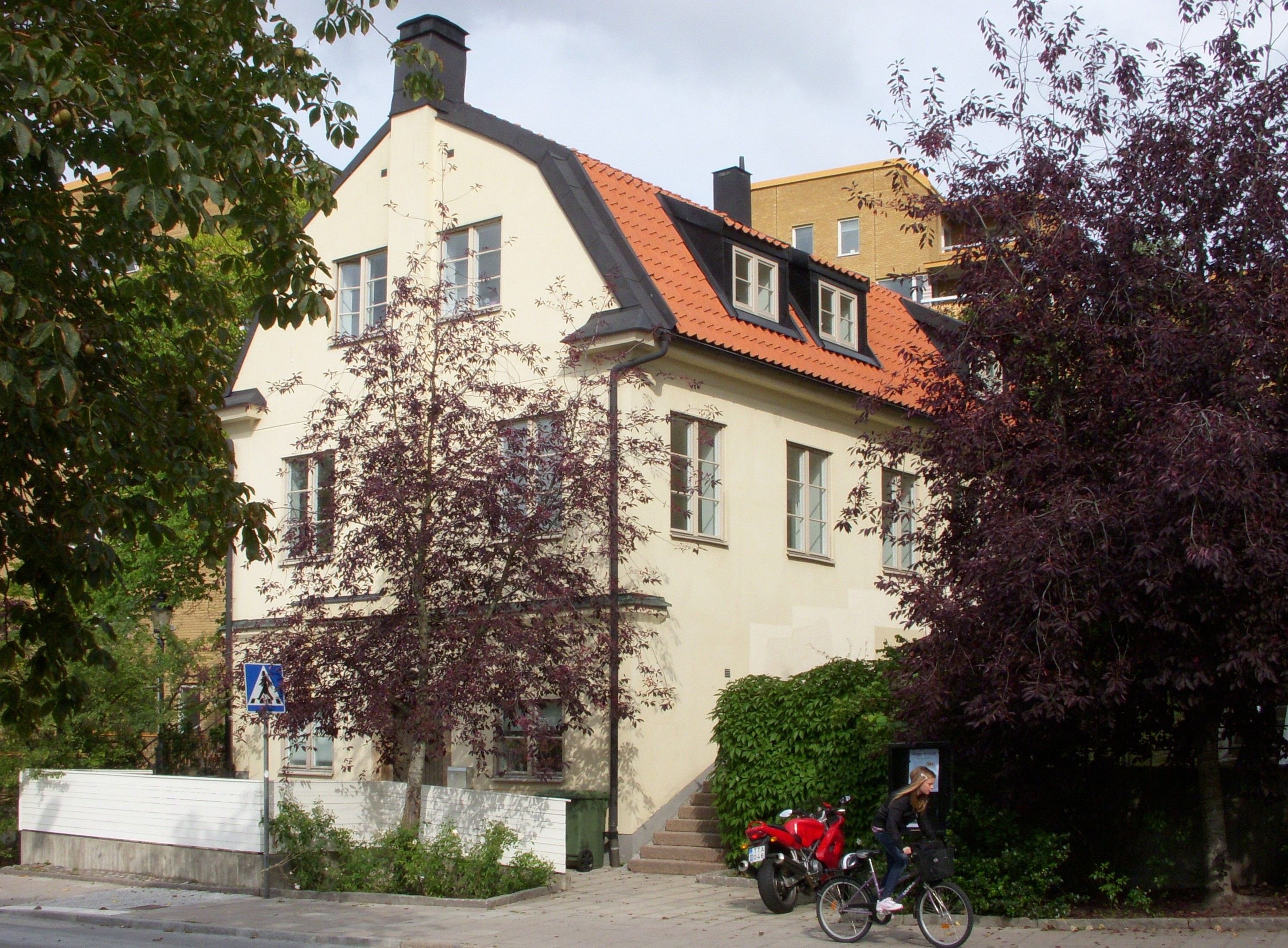
"Ekensbergs värdshus" Gröndalsvägen 184.

Gatan upp och gata ner
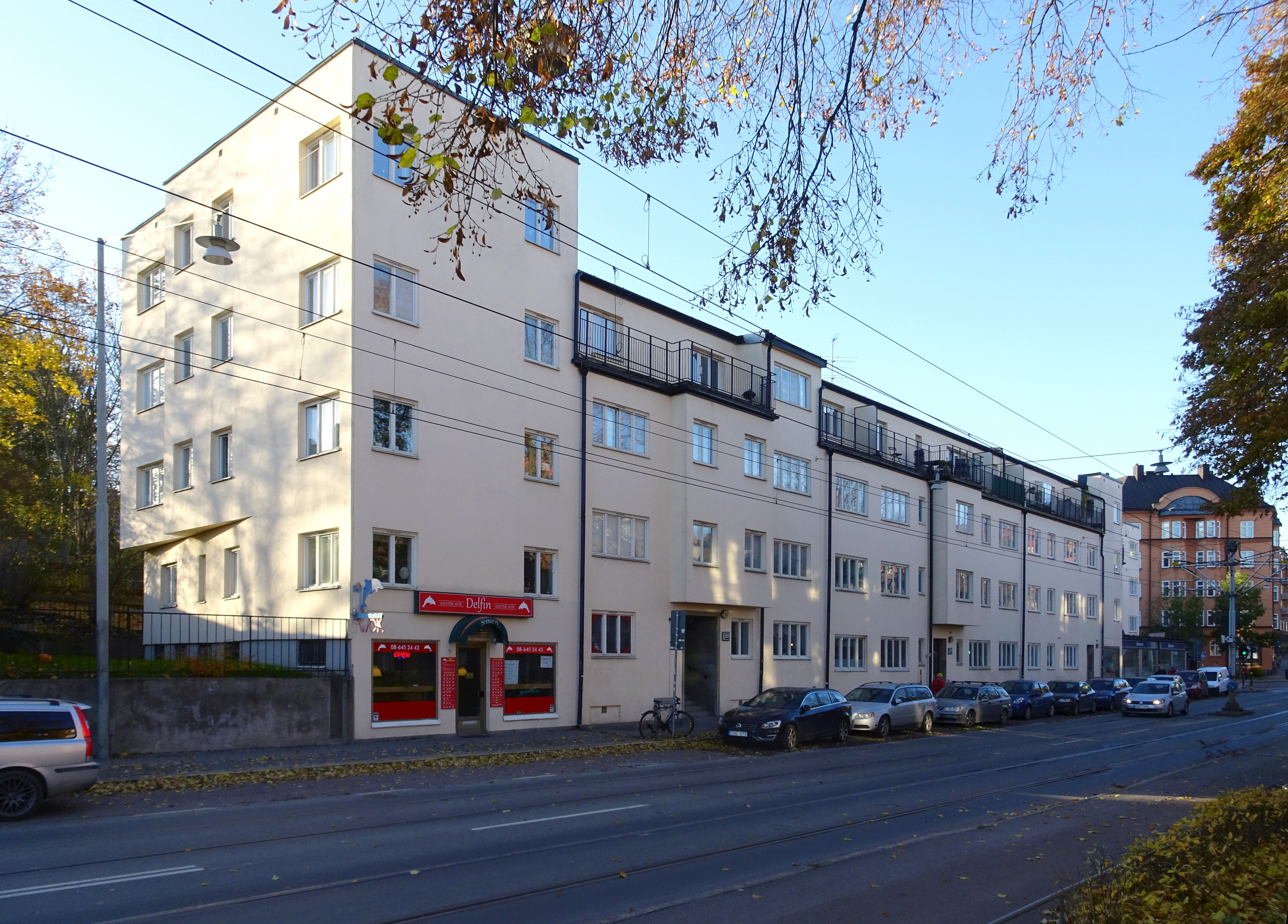
Kvarteret Charlottendal (1933) arkitekt Peder Clason.
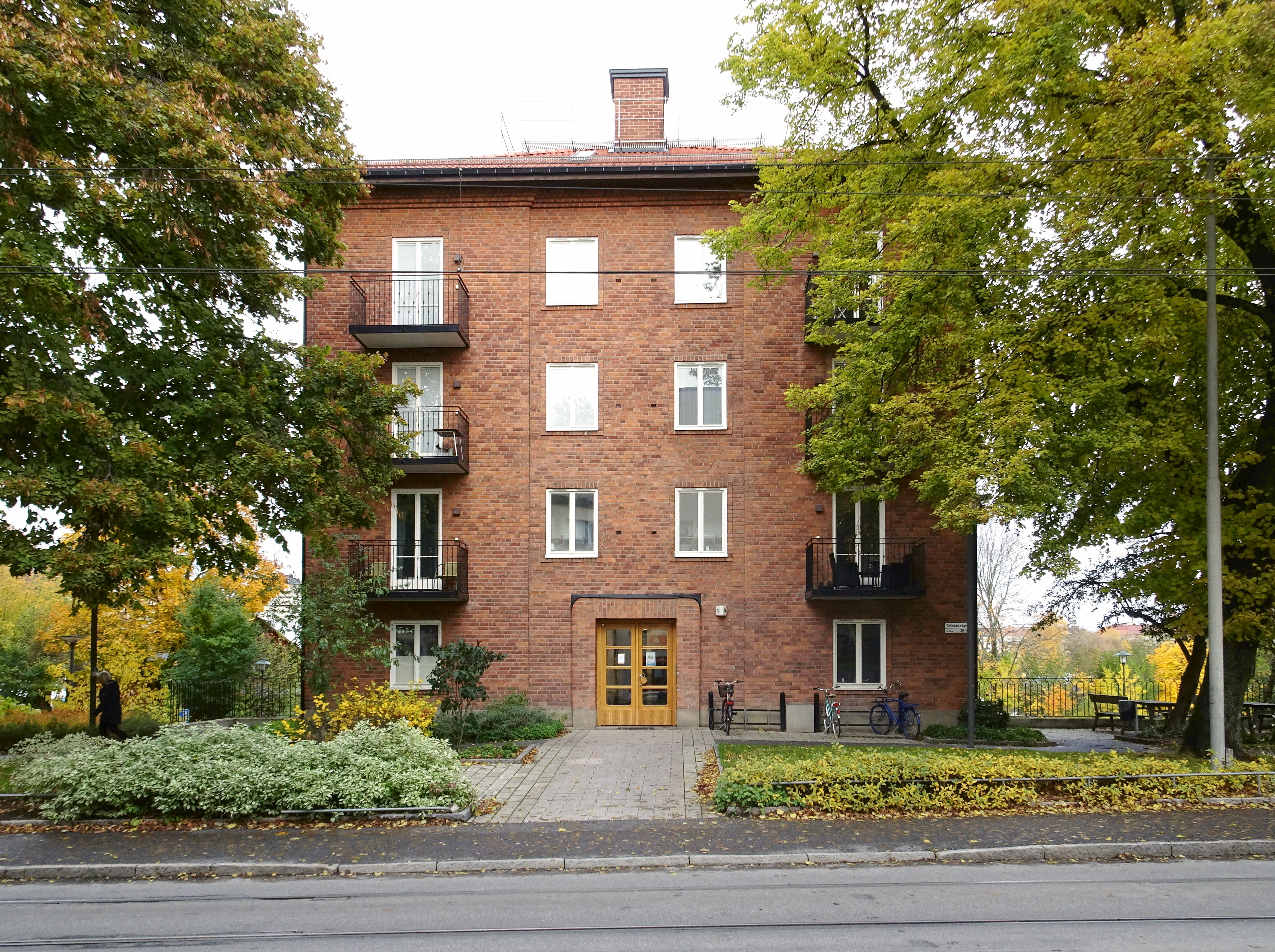
Kvarteret Fören (1949) arkitekt Ernst Hawerman.
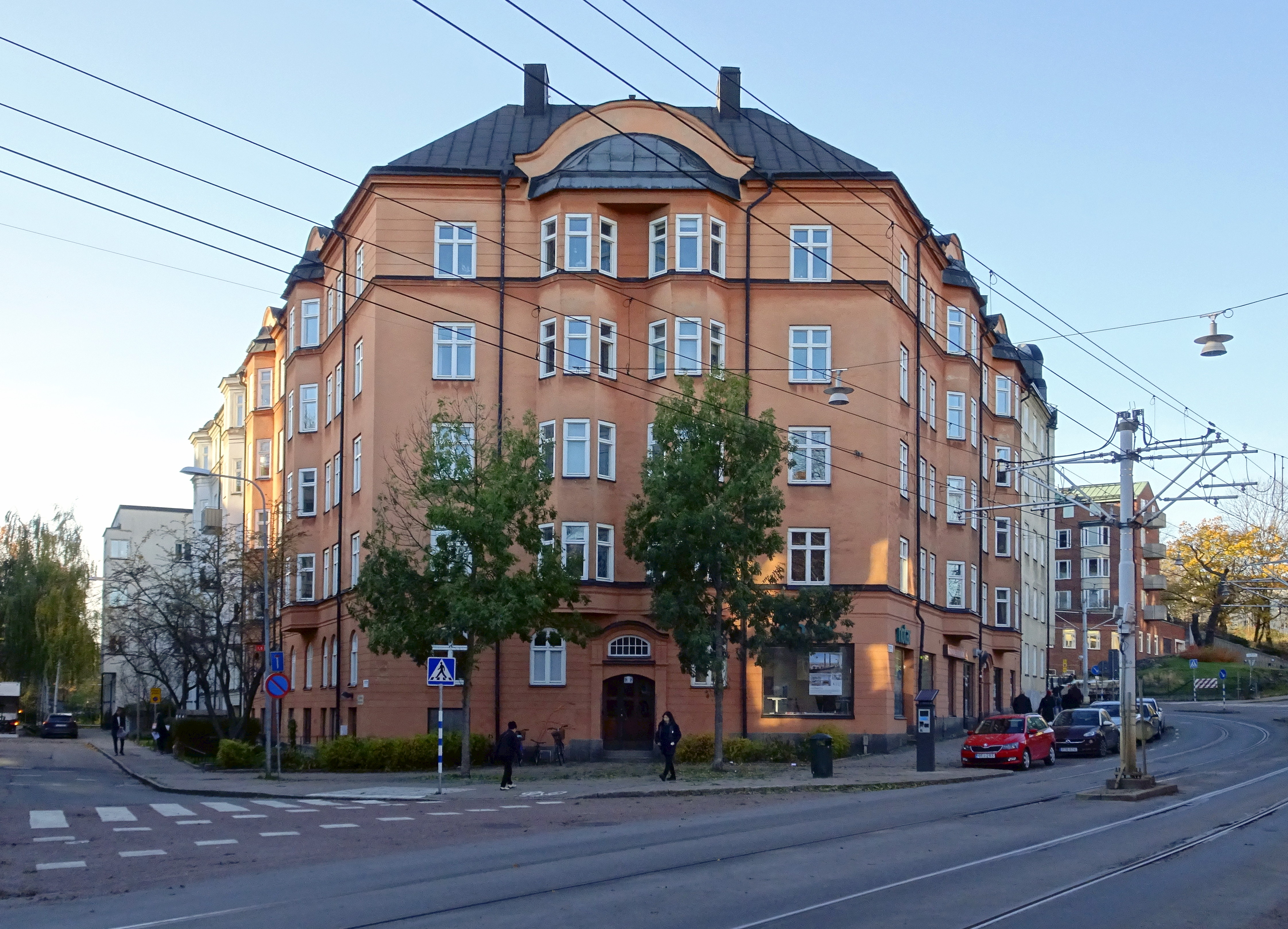
Gröndalsvägen 21, byggår 1913
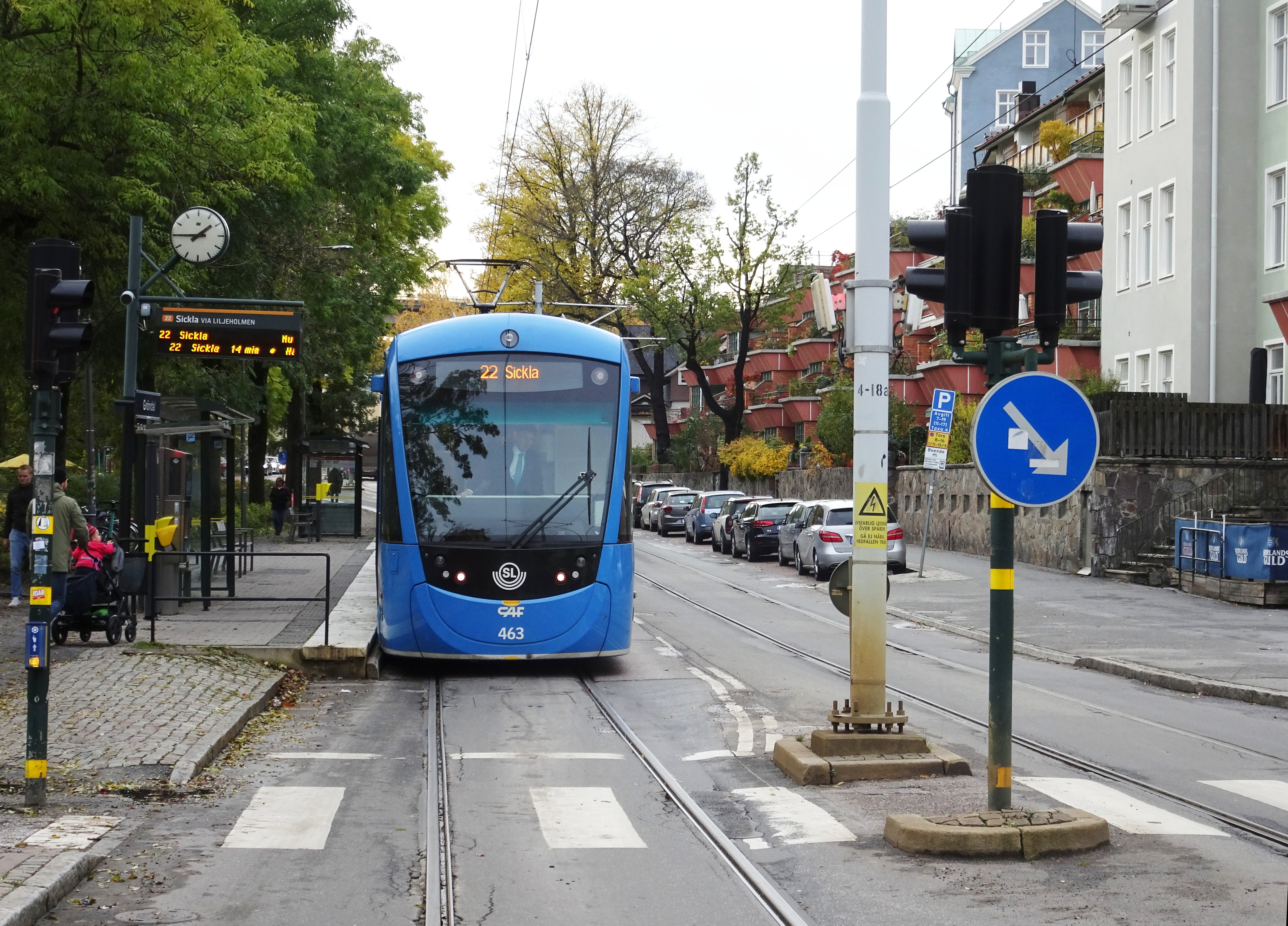
Tvärbanans hållplats "Gröndal", vy västerut.
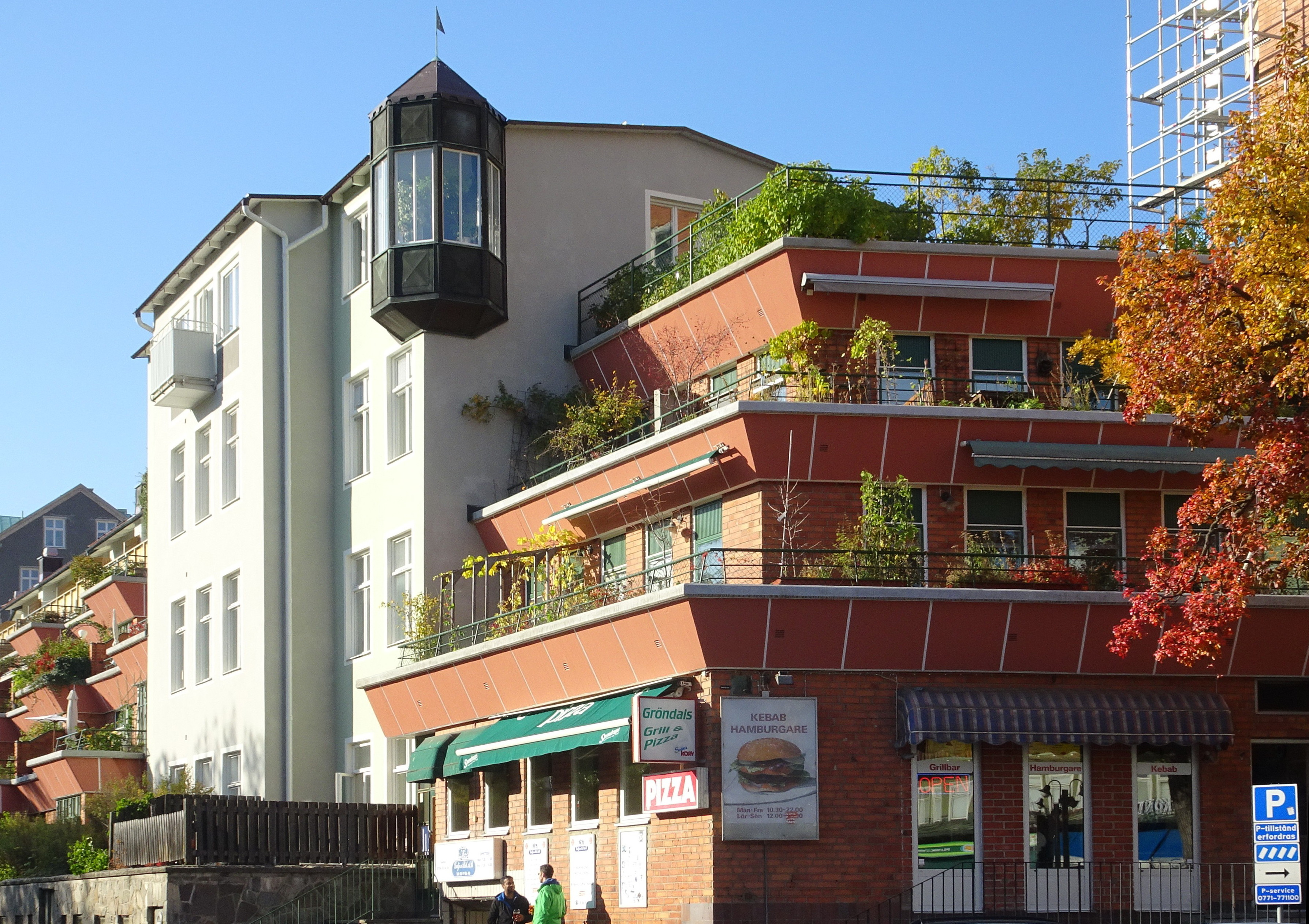
Terrasshuset (1950) arkitekt Backström & Reinius.

Gatan upp och gata ner
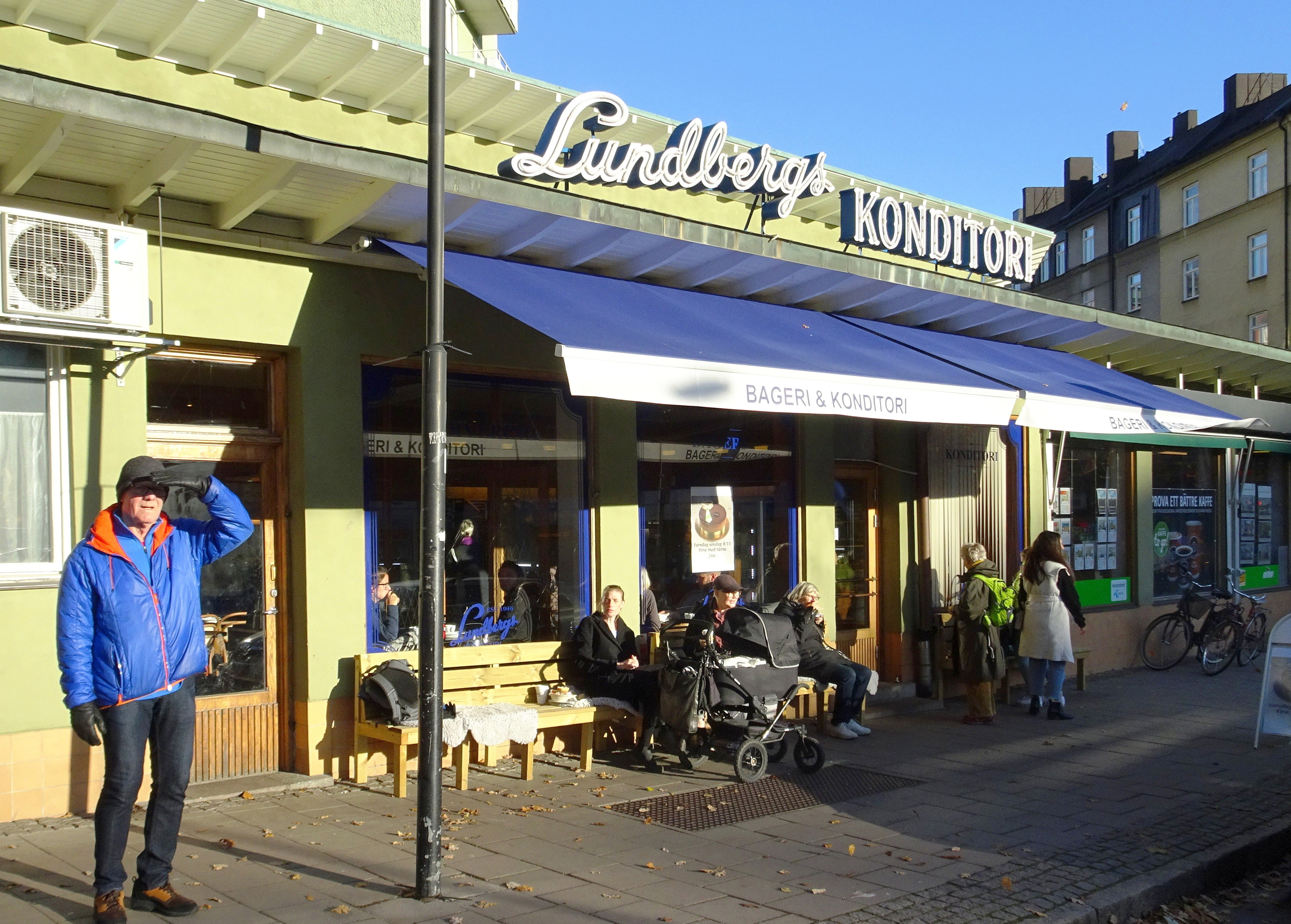
Lundbergs Konditori.
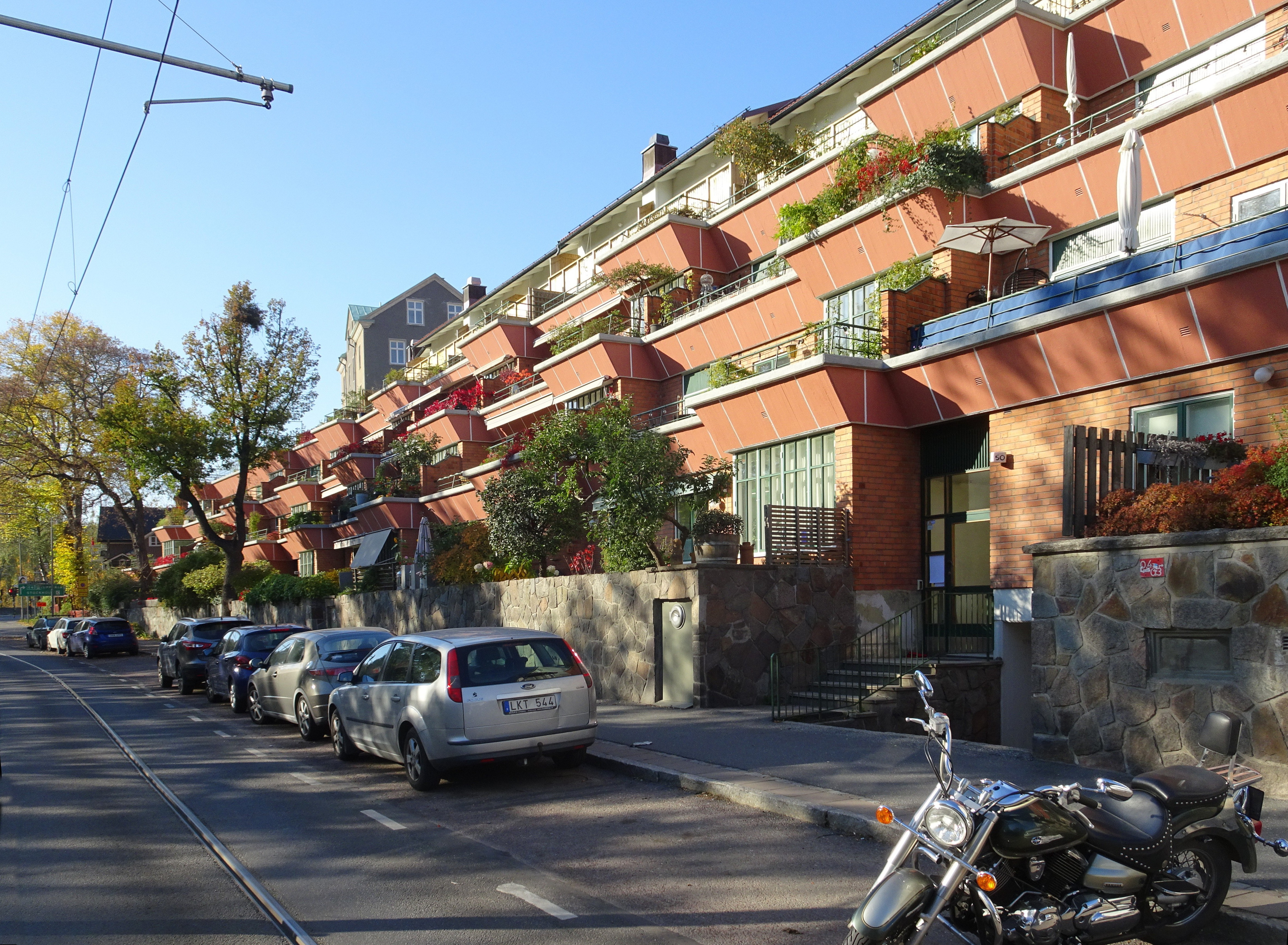
Terrasshuset (1950) arkitekt Backström & Reinius.
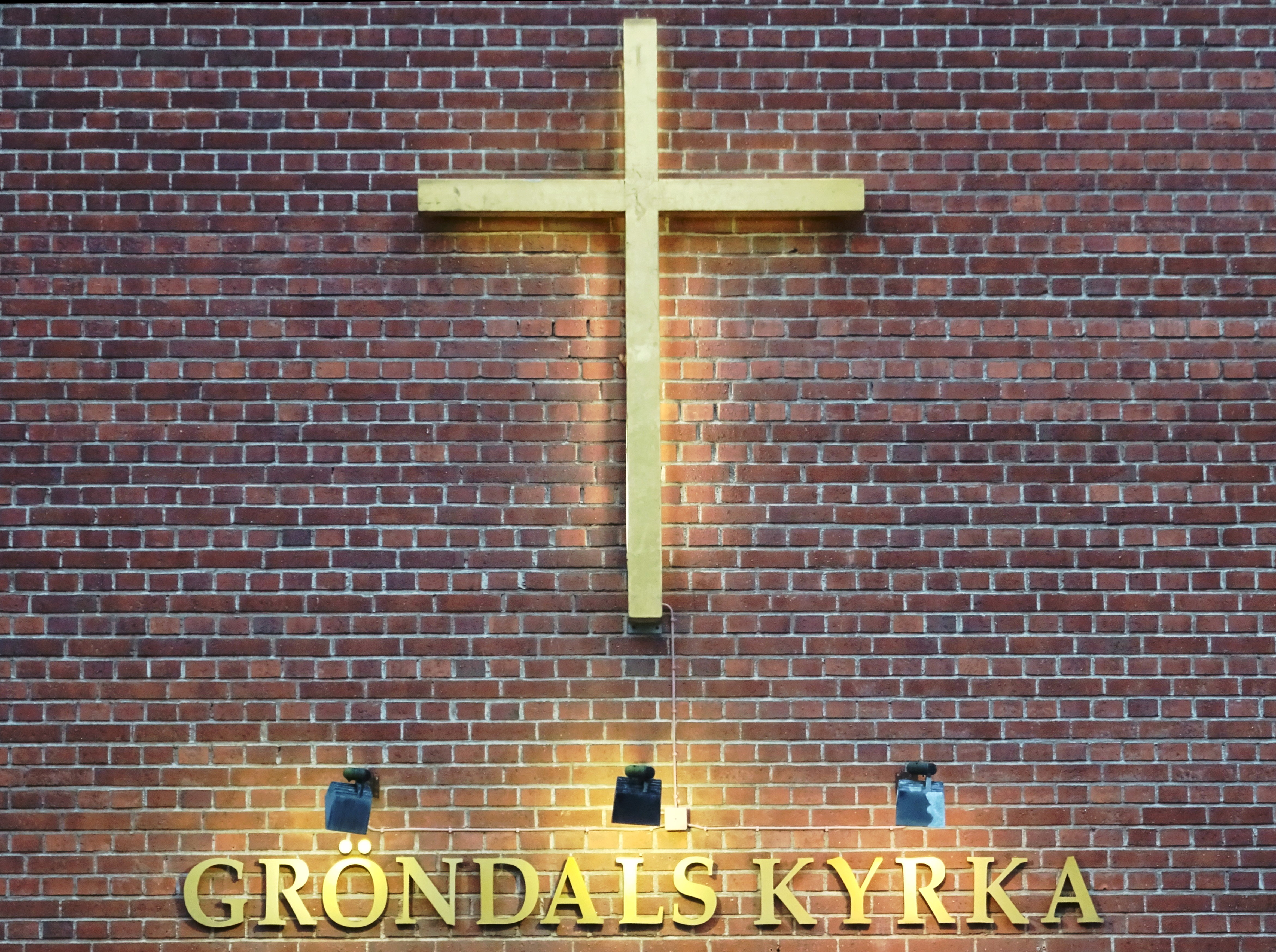
Gröndals kyrka (1969) arkitekt Backström & Reinius.
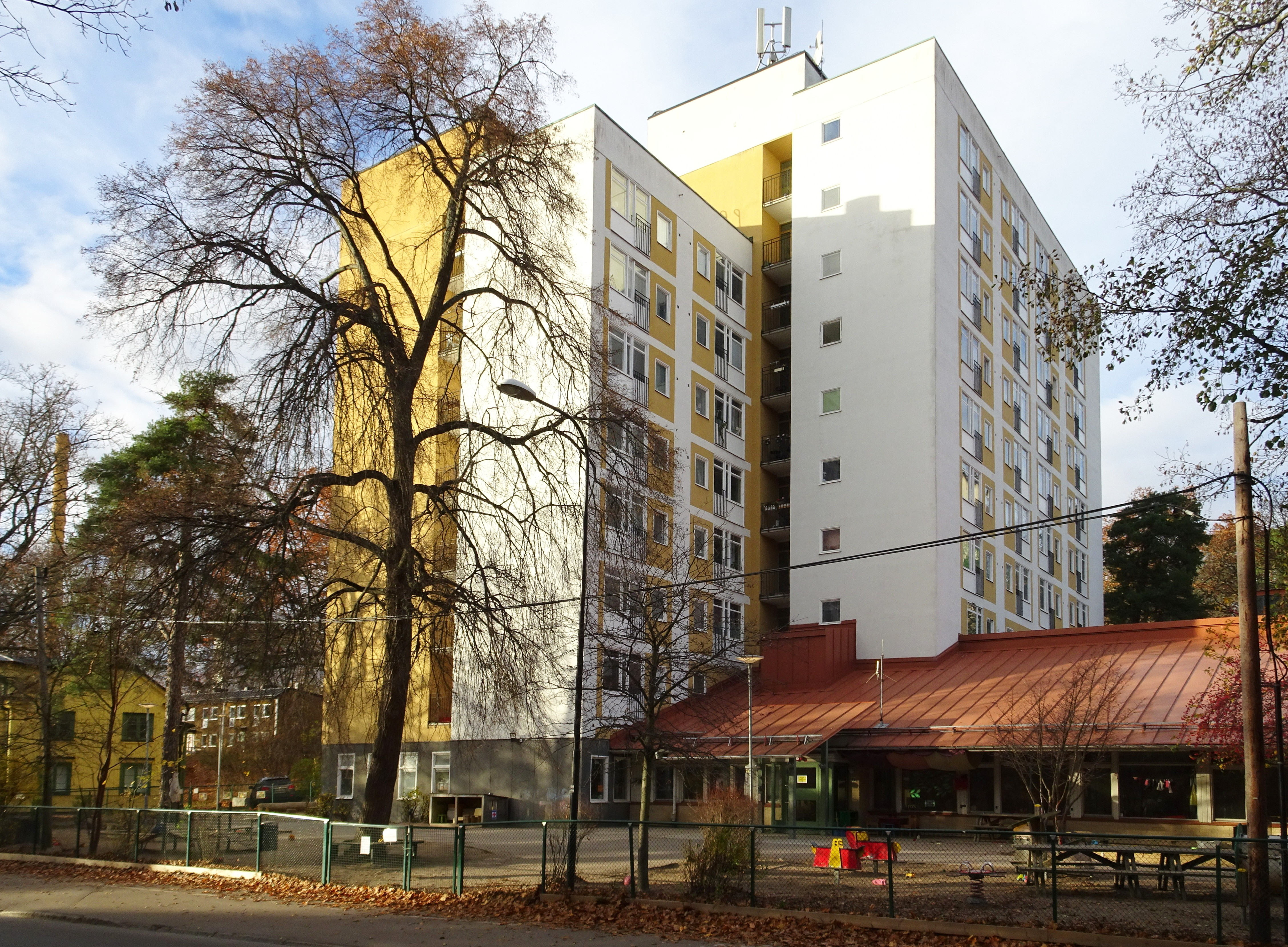
Före detta pensionärshemmet "Eken" (1957) arkitekt Nils Sterner.
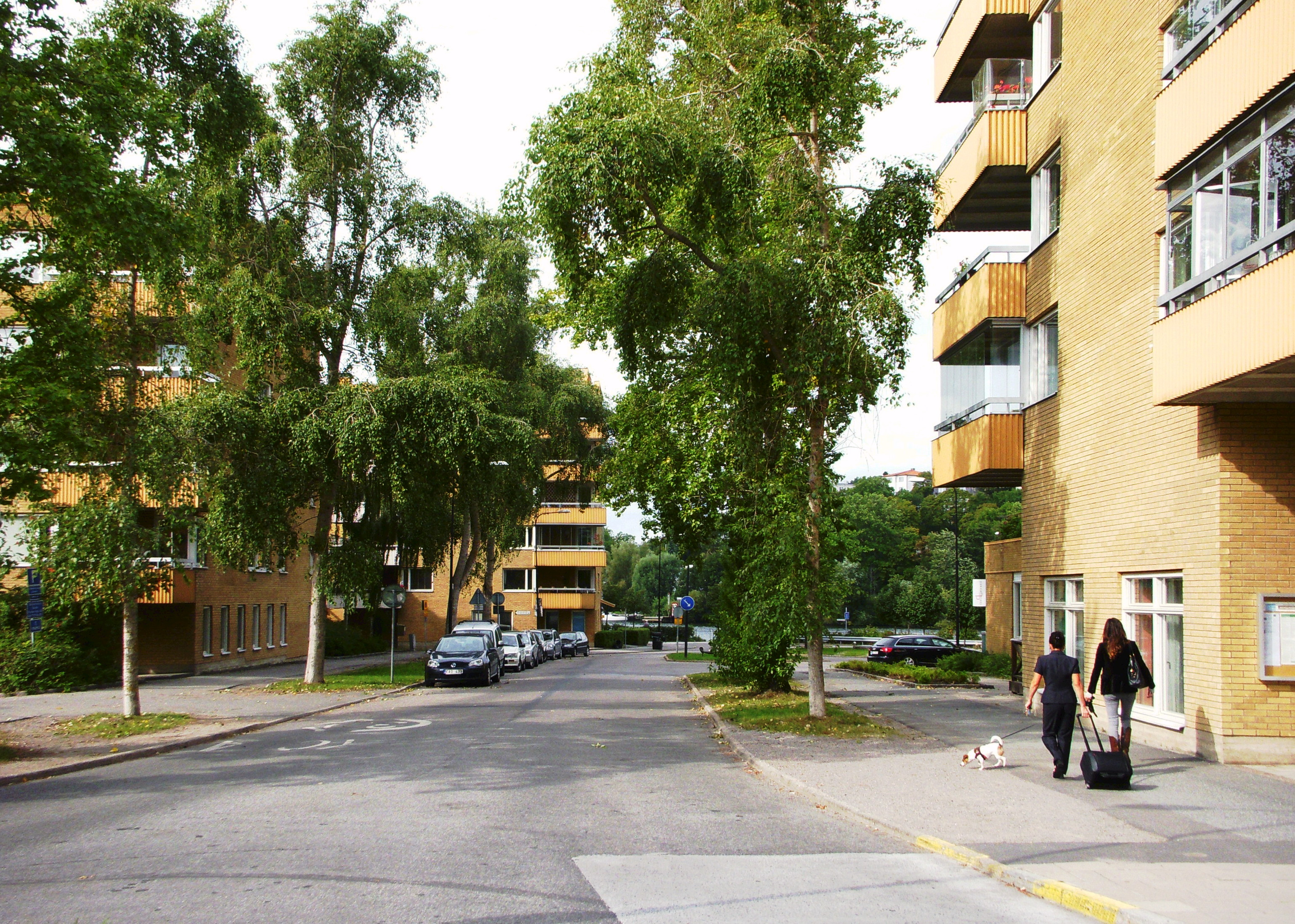
Bostadsområdet Ekensberg (1980-tal) arkitekt Lars Bryde.

## Kommunikationer och trafik
Den 27 oktober 1923 började spårvagn 18, ”Gröndalsbanan”, gå på Gröndalsvägen. Den trafikerade sträckan mellan Gröndal och Slussen. Till en början vände spårvagn 18 vid Gröndalslunden (vid dagens Gröndals kyrka). På 1940-talet förlängdes spåret västerut till Mörtviken, med slutstation ”Ekensberg”, där spårvagnen vände vid Ormsjöplan. 1949 ersattes spårvagnen av trådbuss nr 98, som i sin tur ersattes av motorbuss nr 63 i samband med högertrafikomläggningen i september 1967. 
I och med invigningen av Essingeleden i augusti 1966 fick Gröndal även, via Gröndalsvägen och trafikplats Gröndal, en direktanslutning till leden mot norr till och från Stockholm. Sedan juni 2000 trafikeras Gröndalsvägen igen av en spårvagn, Tvärbanan, som får samsas med vägtrafiken mitt i gatan. Idag kör utöver Tvärbanan även buss nr 133, 152 och 161 på delar av Gröndalsvägen.

### Bilder, trafik

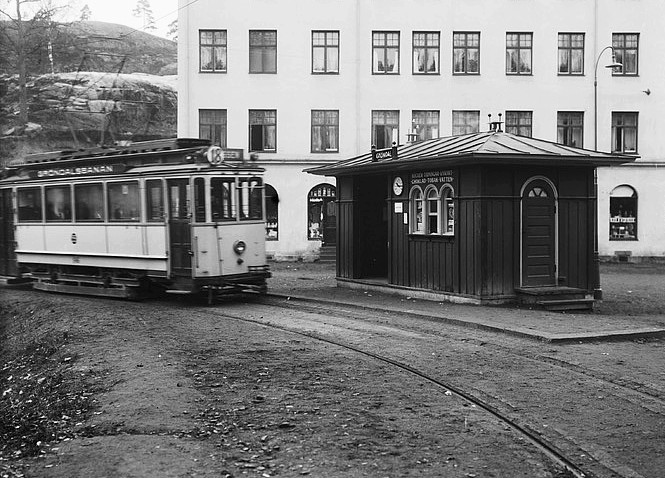
"Gröndalsbanan" spårvagn 18 på Gröndalsvägen, 1920-tal.
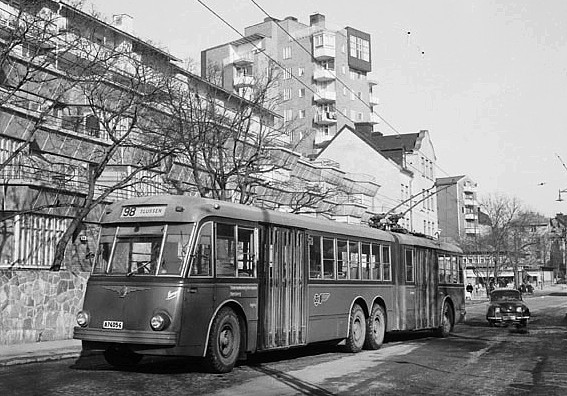
Trådbuss 98 på Gröndalsvägen, 1954.
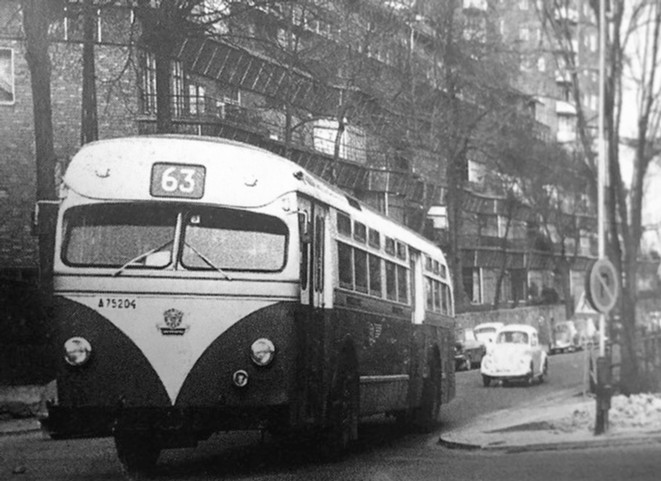
Buss 63 på Gröndalsvägen, 1960-tal.
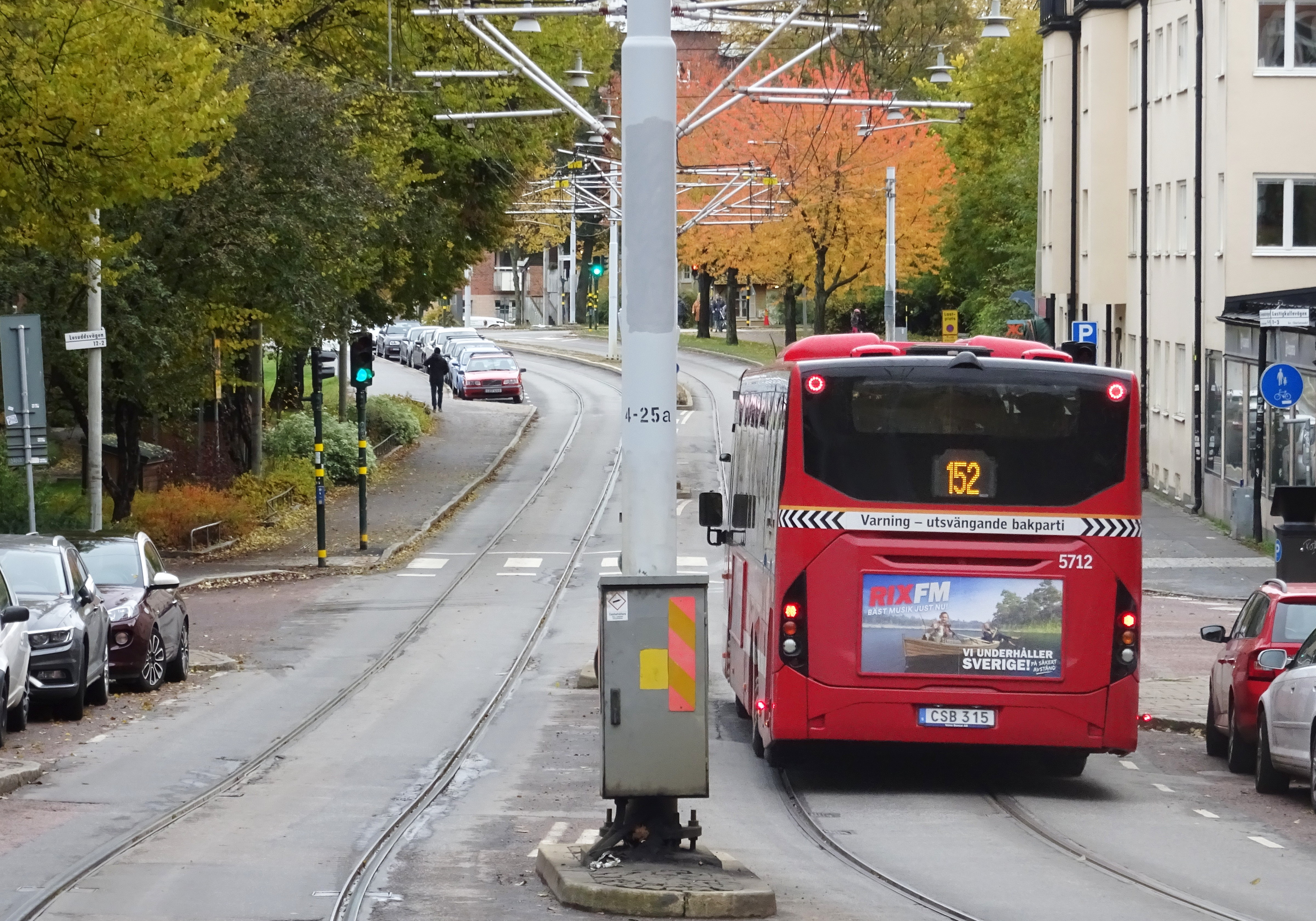
Buss 152 på Gröndalsvägen, 2020.
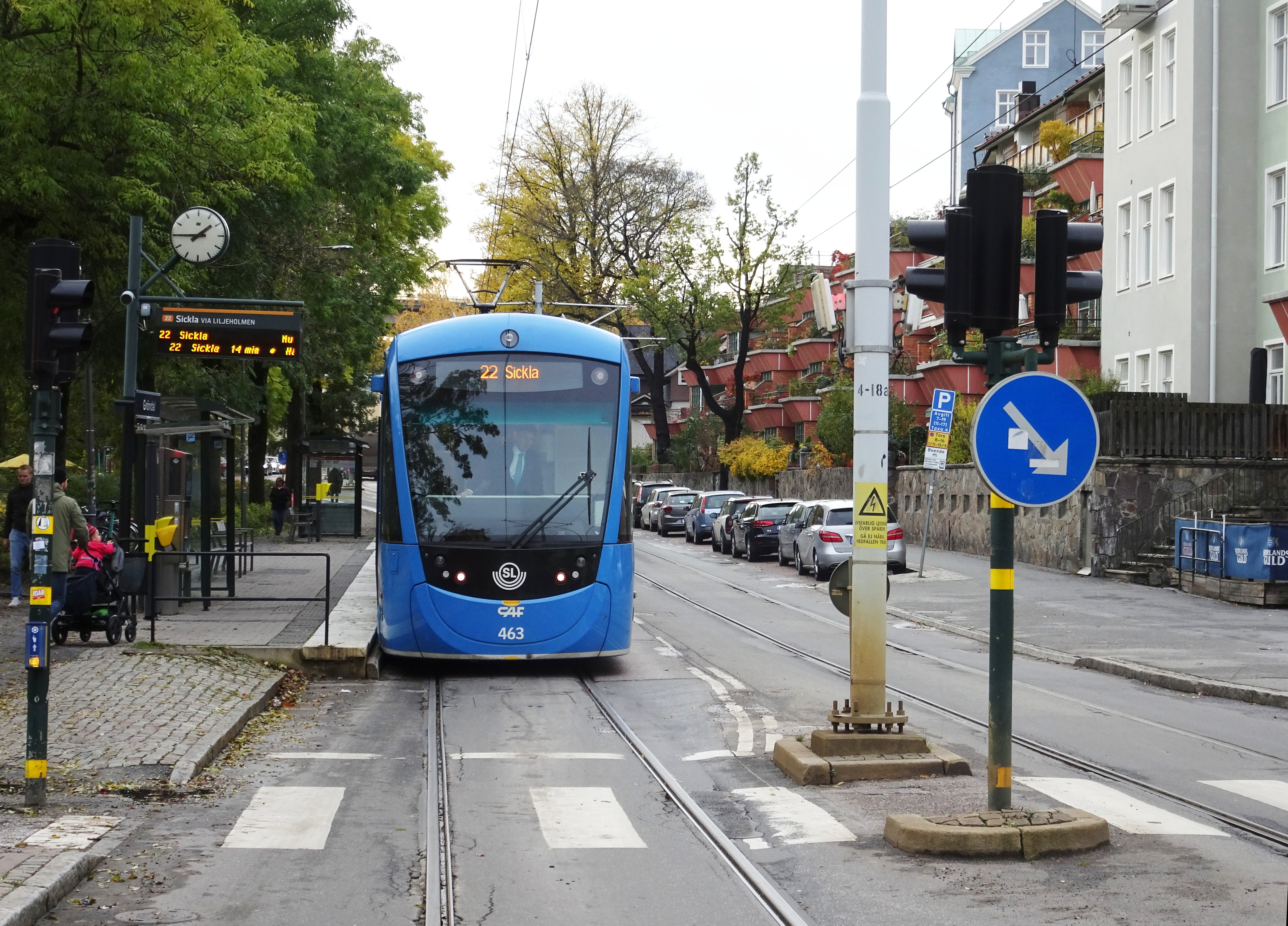
Tvärbanan 22 på Gröndalsvägen, 2020.

## Intressanta byggnader och områden
- Gröndalsvägen 9-11, Charlottendal.
- Gröndalsvägen 13-19, bostads- och affärshus, arkitekt Peder Clason, byggår 1933.
- Gröndalsvägen 14-26, fem punkthus, arkitekt Ernst Hawerman, byggår 1949.
- Gröndalsvägen 21-39, bostads- och affärshus, byggår 1913.
- Gröndalsvägen 34-42, centrumbebyggelse, arkitekt Backström & Reinius, byggår 1968.
- Gröndalsvägen 44, Lundbergs konditori (sedan 1946).
- Gröndalsvägen 46, Galjonshuset, arkitekt Backström & Reinius, byggår 1968.
- Gröndalsvägen 48-56, Terrasshuset, arkitekt Backström & Reinius, byggår 1968.
- Gröndalsvägen 43, Sannadalsparken.
- Gröndalsvägen 58, Villa Ekefrid, byggår 1900.
- Gröndalsvägen 61, Gröndals kyrka, arkitekt Backström & Reinius, byggår 1969.
- Gröndalsvägen 86, Villa Ellensro, byggår 1902.
- Gröndalsvägen 97-107, Gröndals bollplan.
- Gröndalsvägen 148, Pensionärshemmet Eken, byggår 1960, arkitekt Nils Sterner.
- Gröndalsvägen 152, Gula Villan, arbetarbostad från 1880-talet.
- Gröndalsvägen 184, Ekensbergs värdshus, före detta sjökrog från 1700-talets första hälft.
- Gröndalsvägen 160-216, Ekensberg, bostadsområde från 1970-talet, arkitekt Lars Bryde.